# Liste der Straßen und Plätze in Berlin-Westend

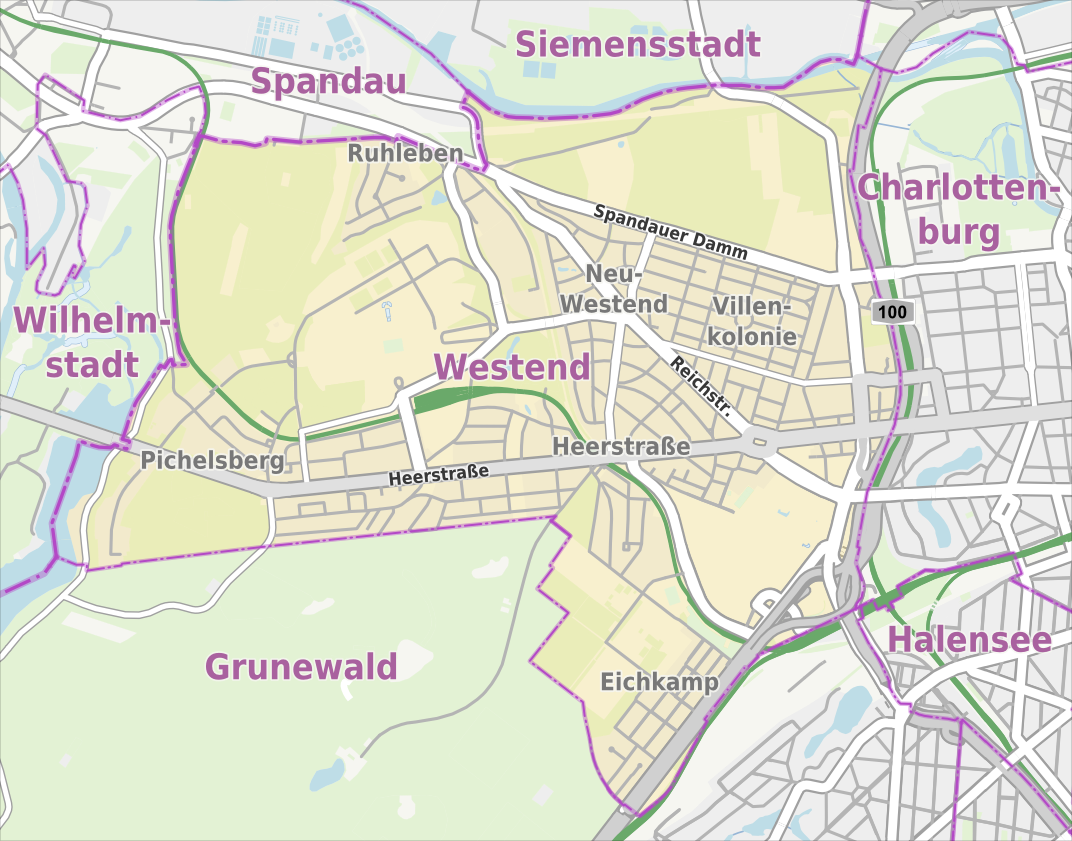
Übersichtskarte von Berlin-Westend

Die Liste der Straßen und Plätze in Berlin-Westend beschreibt das Straßensystem im Berliner Ortsteil Westend mit den entsprechenden historischen Bezügen. Gleichzeitig ist diese Zusammenstellung ein Teil der Listen aller Berliner Straßen und Plätze.

## Überblick
Westend hat 40.951 Einwohner (Stand: 31. Dezember 2023) und umfasst die Postleitzahlenbereiche 13597, 14050, 14052, 14053, 14055, 14057 und 14059. Der Ortsteil wird nach Norden durch die Charlottenburger Chaussee und die Spree, nach Osten durch die Ringbahn, nach Süden durch den Grunewald und nach Westen durch den Stößensee sowie die Spandauer Vorortbahn begrenzt.
Durch den Ortsteil führen Teile der Bundesautobahn 115 und 100, davon sind nach dem Straßenentwicklungsplan Berlins 11.260 Meter Fahrbahnen als großräumig (I) und 830 Meter als übergeordnet (II) klassifiziert, 2.670 Meter sind nicht eingeordnet. Die Bundesstraße B2/B5 gehört mit 5.060 Metern im Ortsteil ebenfalls zum großräumigen System. Das Hauptstraßensystem mit großräumiger Bedeutung besteht aus 9.480 Metern der Stadtstraßen (oder Teile von) Halenseestraße, Jafféstraße, Masurenallee, Messedamm, Neue Kantstraße, Reichsstraße und Spandauer Damm. Dazu kommen im Berliner Straßensystem noch 5.510 Meter Hauptstraßen von regionaler (III) Bedeutung und 5.670 Meter Stadtstraßen (IV), die das Hauptstraßensystem ergänzen.
Westend entstand am 1. Mai 1866 als Villenkolonie auf dem Gelände des Spandauer Bergs und wurde 1878 der (seinerzeit) selbstständigen Stadt Charlottenburg angeschlossen. Der Name nimmt Bezug auf den Londoner Stadtteil Westend. Das Straßensystem ist mit den ersten Straßen um 1867 (vergleiche dazu die Liste, Spalte 4) definiert, die durch die „Kommandit-Genossenschaft auf Aktien“ unter der Federführung des Bankiers Heinrich Quistorp (≈ 1826–1902) projektiert und angelegt wurden. Die Planung als Villenvorstadt findet sich in der gehäuften Nutzung des Suffix „-allee“ in den Straßennamen. Die Besiedelung und Bebauung wurde durch die 1879 verlängerte Berliner Pferde-Eisenbahn und durch die 1877 erfolgte Eröffnung der Eisenbahnstation Charlottenburg-Westend gefördert. Im Jahr 1908 eröffnete die Verkehrsgesellschaft den U-Bahnhof Reichskanzlerplatz (heute: U-Bahnhof Theodor-Heuss-Platz). Zu Beginn des 20. Jahrhunderts setzte weitere Bebauung ein, es entstand der Bereich Neu-Westend mit einem erweiterten Straßensystem. Im Zusammenhang mit den Vorbereitungen der Olympischen Spiele 1936 ließen die Nationalsozialisten ein großes Sportareal anlegen und die Umgebung mit Straßen, Plätzen und Bebauung versehen. In diesem Zusammenhang wurde auch die Verkehrsinfrastruktur erweitert.
Die zehn mit „(*)“ gekennzeichneten Plätze im Olympiapark sind im amtlichen Straßenverzeichnis unter der den Straßennummern 16909–16019 aufgenommen. Sie haben den Charakter eines Privatgeländes, sind jedoch öffentlich für Fußgänger erreichbar und unterliegen nur begrenztem Wegerecht. Die in den Gartenkolonien vorhandenen Anlagenwege sind ebenfalls Privatwege, die den Anliegern und Gartenvereinen gehören. Diese in anderweitiger Zuständigkeit liegenden Straßen sind nicht in der Liste aufgenommen. Lediglich durch Bebauungspläne am Ende der 1970er Jahre wurde vom Bezirk Charlottenburg Einfluss auf Nutzungen, beispielsweise Parkplätze der Anlieger (B-Plan VII-11) oder Fahrrechte auf den Wegen, um die Umgebung zu schützen.

## Übersicht der Straßen und Plätze
Die nachfolgende Tabelle gibt eine Übersicht über die vorhandenen Straßen und Plätze im Ortsteil sowie einige dazugehörige Informationen.
- Name/Lage: aktuelle Bezeichnung der Straße oder des Platzes. Über den Link Lage kann die Straße oder der Platz auf verschiedenen Kartendiensten angezeigt werden. Die Geoposition gibt die Lage der ungefähren Mitte der Straßenlänge an.
- Im amtlichen Straßenverzeichnis nicht aufgeführte Verkehrswege sind mit * gekennzeichnet.
- Ehemalige oder nicht mehr gültige Straßennamen sind kursiv gesetzt. Für bedeutende ehemalige Straßen oder historische Straßennamen ist gegebenenfalls eine gesonderte Liste vorhanden.
- Länge/Maße in Metern:
Die in der Übersicht enthaltenen Längenangaben sind  gerundete Übersichtswerte, die in Google Earth mit dem dortigen Maßstab ermittelt wurden. Sie dienen Vergleichszwecken und werden, sofern amtliche Werte bekannt sind, ausgetauscht und gesondert gekennzeichnet.
Bei Plätzen sind die Maße in der Form a × b für rechteckige Anlagen und für (ungefähr) dreieckige Anlagen als a × b × c mit a als längster Seite angegeben.
Sofern die Straße auch in benachbarte Ortsteile weiterführt, gibt der Zusatz ‚im Ortsteil‘ an, wie lang der Straßenabschnitt innerhalb des Ortsteils dieses Artikels ist.
- Namensherkunft: Ursprung oder Bezug des Namens.
- Anmerkungen: weitere Informationen über anliegende Baudenkmale oder Institutionen, die Geschichte der Straße und historische Bezeichnungen.
- Bild: Foto der Straße oder eines anliegenden Objektes.

| Name/Lage                                  | Länge/Maße (in Metern)                                 | Namensherkunft | Datum der Benennung | Anmerkungen | Bild                                                                   |
| ------------------------------------------ | ------------------------------------------------------ | --- | ------------------- | --- | ---------------------------------------------------------------------- |
| Ahornallee (Lage)                          | 0940                                                   | Ahorn, Pflanzengattung | um 1867             | Die Straße liegt zwischen der Nordostecke des Theodor-Heuss-Platz / Kaiserdamm und dem Spandauer Damm und teilweise parallel zur Soorstraße. Der Name wurde möglicher nach der Erstbepflanzung mit einem typischen Alleebaum beim Anlegen der Straße gewählt. Hier ist sie die östlichste in einem Viertel um den Branitzer Platz, in dem die Straßen am westlichen Rand der Stadt Charlottenburg als Allee nach Baumarten benannt sind. | Ahornallee                                                             |
| Akazienallee (Lage)                        | 1000                                                   | Akazien, Pflanzengattung | um 1867             | Die Straße liegt zwischen Bolivar- und Ahornallee. Zum Zeitpunkt ihrer Benennung ging die Allee nur bis zur Kirschallee. Zwischen 1912 und 1915 wurde ihre Trasse bis zur Braunschweigallee (heute: Bolivarallee) ebenso benannt. Sie liegt in einem Viertel um den Branitzer Platz, in dem die Straßen am westlichen Rand der Stadt Charlottenburg als Allee nach Baumarten benannt sind. | Akazienallee                                                           |
| Alemannenallee (Lage)                      | 0190                                                   | Alemannen, antike und frühmittelalterliche Bevölkerungsgruppe, die dem westgermanischen Kulturkreis zugeordnet wird                                                                  | 13. Apr. 1909       | Zuerst war sie ein Teil der Straße 2 des Bebauungsplans in Westend. Sie liegt zwischen der südlichen Nebenfahrbahn der Heerstraße und der Frankenallee am Karolingerplatz. | Alemannenallee Richtung Heerstraße                                     |
| Alte Allee (Lage)                          | 0700                                                   | Der Name bezieht sich wohl auf den alten Baumbestand entlang des früheren Waldwegs durch den Grunewald.                                                                              | ab 1924             | Der vorherige Name zwischen 1922 und 1924 lautete Iltisallee. Sie liegt zwischen Eichkampstraße und Kühler Weg am Südrand des Ortsteils in der Ortslage Eichkamp. | Alte Allee                                                             |
| Altenburger Allee (Lage)                   | 0240                                                   | Sachsen-Altenburg, Herzogtum und Bundesstaat des Deutschen Reiches | 13. Apr. 1909       | In diesem Viertel um die Reichsstraße sind die Straßen nach den Ländern des am 18. Januar 1871 proklamierten Deutschen Kaiserreichs benannt. Der erste Name war Straße 34b des Bebauungsplans in Westend. Die Straße liegt zwischen Reichsstraße und Bolivarallee (gegenüber Ulmenallee). | Am Fliederbusch                                                        |
| Am Dornbusch (Lage)                        | 0060                                                   | symbolisch für eine Dornbusch-Bepflanzung | 28. Mai 1929        | Der erste Name der über Eck geführten Straße war Platz D. Die kurze Straße liegt zwischen Waldschulallee und Cordesstraße, parallel zur Eichkampstraße. Sie liegt in der Ortslage Eichkamp. | Am Dornbusch                                                           |
| Am Fliederbusch (Lage)                     | 0180                                                   | Flieder, Pflanzengattung aus der Familie der Ölbaumgewächse | 16. Aug. 1928       | Die Straße liegt zwischen Lärchenweg und Waldschulallee (gegenüber Am Dornbusch). Der erste Name war Straße G 17. Sie liegt in der Ortslage Eichkamp. | Am Fliederbusch                                                        |
| Am Glockenturm (Lage)                      | 0100 × 100                                             | nahe dem Glockenturm des Olympiastadions | 23. Apr. 1936       | Der Platz liegt zwischen Friedrich-Friesen-Allee, Passenheimer und Glockenturmstraße. Der Glockenturm ist das Wahrzeichen der Anlage des Olympiastadions. Der Eingang zur Waldbühne befindet sich am Platz. | Am Glockenturm                                                         |
| Am Hain (Lage)                             | 0200                                                   | Hain, abgeleitet vom Begriff „Totenhain“ (in Bezug auf den Friedhof Ruhleben) | 28. Jan. 1966       | Die Straße bildet die Zufahrt zum Friedhof Ruhleben. Lediglich der Parkplatz gehört zum Ortsteil, der Rest zu Spandau. | Am Hain                                                                |
| Am Postfenn (Lage)                         | 0340 (im Ortsteil)                                     | nahegelegenes Naturschutzgebiet Postfenn | 17. Mai 1930        | Ein Teil der Straße verläuft im Ortsteil Grunewald. 240 Meter der Straße gehören im Hauptstraßennetz Berlins zur Klasse IV (ergänzende Straßenverbindung). | Am Postfenn                                                            |
| Am Rupenhorn (Lage)                        | 0700                                                   | Rupenhorn, eine Halbinsel (auch Horn genannt) des Havelufers, an der von Fischern Aalraupen gefangen wurden                                                                          | 16. Jan. 1925       | Der erste Name war Straße 30 im Gutsbezirk Heerstraße. | Villa Mendelsohn Am Rupenhorn                                          |
| Am Vogelherd (Lage)                        | 0320                                                   | Vogelherd, alte Bezeichnung für ein Areal, auf dem Vögel mithilfe von Lockvögeln angelockt und danach mit Netzen gefangen wurden                                                     | 28. Mai 1929        | Die ersten Namen waren Straße G 16 und Verlängerte Straße G16 für den Bereich zwischen Lärchenweg und Maikäferpfad. | Am Vogelherd                                                           |
| An der Fließwiese (Lage)                   | 0490                                                   | Naturschutzgebiet Fließwiese Ruhleben | 26. Juli 1927       | Der erste Name war Straße 52 in der Siedlung Ruhleben. | An der Fließwiese                                                      |
| Angerburger Allee (Lage)                   | 0880                                                   | Angerburg, Stadt in der Provinz Ostpreußen; heute Węgorzewo in Polen | 27. Juni 1927       | Der erste Name war Straße 1 im früheren Gutsbezirk Heerstraße. | Angerburger Allee                                                      |
| Anneliese-und-Georg-Groscurth-Platz (Lage) | 0120 × 80                                              | Georg Groscurth (1904–1944), Arzt und Widerstandskämpfer und seine Frau, die Ärztin und Widerstandskämpferin Anneliese Groscurth (1910–1996)                                         | 11. Aug. 2006       | Von 1905/1906 bis 2006 hieß der Platz Lindenplatz. | Anneliese-und-Georg-Groscurth-Platz                                    |
| Arysallee (Lage)                           | 0240                                                   | Arys, Stadt in der Provinz Ostpreußen, heute Orzysz in Polen | 31. Dez. 1923       | Der erste Name war Straße 16 im früheren Gutsbezirk Heerstraße. | Arysallee                                                              |
| August-Bier-Platz (*) (Lage)               | 0155 × 135                                             | August Bier (1861–1949), Chirurg, Hochschullehrer und Förster | umgebaut 2002       | Der Platz ist ein Sportplatz und liegt auf dem Gelände des Olympiaparks, zwischen Prinz-Friedrich-Karl-Weg und Friedrich-Friesen-Allee. Südwestlich grenzt er an den Georgiiplatz und liegt zwischen Hueppe- und Hindenburgplatz. Der Rasenplatz wird von Sportlern zum Training oder zu Wettkämpfen genutzt. Angelegt wurden die umliegenden Plätze schon mit der Olympiade von 1936. Der Platz ist in der amtlichen Straßenliste Berlins aufgenommen unter der Nummer 16917. | August-Bier-Platz                                                      |
| Badenallee (Lage)                          | 0590                                                   | Großherzogtum Baden, von 1806 bis 1871 ein souveräner Staat und dann bis 1945 ein Staat innerhalb Deutschlands                                                                       | 19. Mai 1908        | Sie liegt zwischen Oldenburgallee und nördlichen Nebenfahrbahn der Heerstraße. Der erste Name war Straße 2 des Bebauungsplans in Westend. In diesem Viertel um die Reichsstraße und nahe dieser, sowie der Länderallee sind die Straßen nach den Ländern des am 18. Januar 1871 proklamierten Deutschen Kaiserreichs benannt. | Badenallee                                                             |
| Bayernallee (Lage)                         | 1000                                                   | Königreich Bayern, heute: Freistaat und deutsches Bundesland | 19. Mai 1908        | Der erste Name war Straße 26. Sie liegt im nördlichen Bogen zwischen Westendallee und Heerstraße (gegenüber der Frankenallee). In diesem Viertel um die Reichsstraße und nahe dieser, sowie der Länderallee sind die Straßen nach den Ländern des am 18. Januar 1871 proklamierten Deutschen Kaiserreichs benannt. | Bayernallee                                                            |
| Biedermannweg (Lage)                       | 0380                                                   | August Biedermann (1878–1957), Förderer der „Kleinsiedlung Ruhleben“ | 26. Nov. 1959       | Der vorherige Name zwischen 1928 und 1959 lautete Biedermeierweg. | Biedermannweg                                                          |
| Bläulingsweg (Lage)                        | 0090                                                   | Bläulinge, Schmetterlingsfamilie | 13. Mai 1929        | Der erste Name war Platz G 4. Der Weg verläuft von Im Hornisgrund bis zum Rottannenweg und liegt in der Ortslage Eichkamp. | Bläulingsweg                                                           |
| Bolivarallee (Lage)                        | 0550                                                   | Simón Bolívar (1783–1830), lateinamerikanischer Unabhängigkeitskämpfer und Nationalheld                                                                                              | 27. Jan. 1931       | Die Allee liegt zwischen Spandauer Damm und Reichsstraße (Steubenplatz). Im Jahr 1931 wurde der nördliche Teil der Preußenallee zwischen Steubenplatz und dem heutigen Spandauer Damm in Bolivarallee umbenannt. Dieser Teil hieß vor 1925 Braunschweigallee. Dieser ältere Straßenname ergibt sich daraus, dass in diesem Viertel um die Reichsstraße und die Länderallee die Straßen nach den Ländern des am 18. Januar 1871 proklamierten Deutschen Kaiserreichs benannt sind. 490 Meter der Straße gehören im Hauptstraßennetz Berlins zur Klasse IV (ergänzende Straßenverbindung). | Bolivarallee                                                           |
| Boyenallee (Lage)                          | 0210                                                   | Hermann von Boyen (1771–1848), Militär und Politiker | 9. März 1925        | Der Name nach dem Bebauungsplan war Straße 51 im früheren Gutsbezirk Heerstraße und ab 1922 Straße am Bahnhof Heerstraße. In Anbetracht der Namensvergabe der angrenzenden Straßen nach ostpreußischen Orten und Regionen und der nur wenige Meter entfernten Lötzener Allee erscheint die Benennung nach der in Lötzen gelegenen Feste Boyen plausibler. Diese ist aber auch nach Hermann von Boyen benannt, der als preußischer Kriegsminister ihren Bau anregte. Sie liegt in der Ortslage Siedlung Heerstraße. | Boyenallee                                                             |
| Branitzer Platz (Lage)                     | 0085 (Durchmesser)                                     | Branitz, Ortsteil von Cottbus im Land Brandenburg | 20. Aug. 1897       | Der Schmuckplatz liegt an der Kreuzung von Kastanien- und Eichenallee mit einem grünen Rondell in der Mitte. Der vorherige Name war zwischen 1867 und 1897 Kirchplatz, womit der Vorgängerbau der Neu-Westend-Kirche bezeichnet wurde. Er ist der zentrale Platz in einem Viertel, in dem die Straßen am westlichen Rand der Stadt Charlottenburg als Allee nach Baumarten benannt sind. Branitz ist insbesondere durch seinen Park bekannt. | Branitzer Platz mit Neu-Westend-Kirche                                 |
| Bredtschneiderstraße (Lage)                | 0440                                                   | Friedrich August Bredtschneider (1855–1924), Architekt und Kommunalpolitiker | 27. Sep. 1920       | Die ersten Namen waren Straßen 20 und Straße 32b, Abt. V des Bebauungsplans. Die Bredtschneiderstraße verlief Mitte der 1920er Jahre noch bis zur damaligen Westendallee, die die nördliche Begrenzung des späteren Messegeländes darstellte. Zwischen 1925 und 1930 wurde die Straße verkürzt. Am 11. Juni 1974 wurde bekanntgegeben, dass die Restfläche der Bredtschneiderstraße zwischen Masurenallee und Soorstraße als Straßenland entwidmet und der Name für diesen Teil gelöscht wurde, um eine zusammenhängende Bebauung zu erreichen. Beim Neubau einer BMW-Niederlassung im Jahr 2014 wurde der Abschnitt zwischen Messdamm und Rognitzstraße zu einer Privatstraße umgewidmet. Für Fußgänger und Radfahrer ist allerdings ein Durchgangsrecht vorhanden. | Bredtschneiderstraße Blick auf das rbb-Gebäude · Bredtschneiderstraße  |
| Brixplatz (Lage)                           | 0190/100/140 (Trapezform)                              | Josef Brix (1859–1943), Architekt | 31. Juli 1947       | Dieser Grünplatz liegt zwischen Reichsstraße und Westendallee. Der vorherige Name zwischen 1909 und 1947 lautete Sachsenplatz. Dieser ältere Name bezog sich auf das Königreich im Kaiserreich Deutschland. In diesem Viertel um die Reichsstraße und nahe dieser, sowie der Länderallee sind die Straßen nach den Ländern des am 18. Januar 1871 proklamierten Deutschen Kaiserreichs benannt. An seiner Südseite, eine Einbahnstraße zur Reichsstraße, liegt ein Abschnitt des Wannseewegs, der als Nummer 11 der 20 grünen Hauptwege Berlins markiert ist. | Brixplatz                                                              |
| Brombeerweg (Lage)                         | 0470                                                   | Brombeeren, Pflanzenart | 16. Aug. 1928       | Der erste Name war Straße 56 in der Siedlung Ruhleben. Der Weg liegt direkt neben der abfallenden Flanke der Teltow-Hochfläche unterhalb des Olympiastadion-Geländes. | Brombeerweg                                                            |
| Brontëweg (Lage)                           | 0190                                                   | Geschwister Brontë, drei britische Schwestern und Schriftstellerinnen | 1. Juli 1967        | Der Weg geht südwärts vom Dickensweg als Sackgasse ab. Er entstand zur verkehrsmäßigen Erschließung der Wohnbauten. | Brontëweg                                                              |
| Byronweg (Lage)                            | 0080                                                   | George Gordon Byron (1788–1824), britischer Schriftsteller | 17. Dez. 1959       | Er verläuft von der Heerstraße bis zur Höhe Kranzallee. | Byronweg                                                               |
| Charlottenburger Chaussee (Lage)           | 0050 (im Ortsteil)                                     | Charlottenburg, ehemaliger Berliner Bezirk, Richtung der Straße | ab 1892             | Die Charlottenburger Chaussee bildet auf fünfzig Meter die Ortsteilgrenze zu Spandau, wobei die Grundstücke 3–17 bis hin zum U-Bahnhof Ruhleben zu Westend gehören. Im Jahr 1822 wurde die Chaussee zwischen Charlottenburg und Spandau fertiggestellt. Zunächst nichtamtlich als Berliner Chaussee bezeichnet, erhielt sie 1882 den Namen Charlottenburger Chaussee. Die westlichen Teile der Straße wurden später herausgelöst und 1892 Grunewaldstraße bzw. 1909 Ruhlebener Straße benannt. Der größte Teil der Straße verläuft in der Ortslage Ruhleben des Ortsteils Spandau sowie im Ortsteil Wilhelmstadt. |                                                                        |
| Cordesstraße (Lage)                        | 0230 (im Ortsteil)                                     | Heinrich Cordes (1852–1917), Leiter des hiesigen Reichsbahnausbesserungswerkes Grunewald                                                                                             | 23. März 1925       | Ein Teil der Straße verläuft im Ortsteil Grunewald. Die vorherigen Namen waren Werkstattstraße (um 1900–1906) und Werkstattweg (1906–1925), womit die Richtung auf die Werkstätten des Reichsbahnausbesserungswerkes angegeben wurde. Sie liegt in der Ortslage Eichkamp. | Cordesstraße                                                           |
| Coubertinplatz (Lage)                      | 0140 × 70                                              | Pierre de Coubertin (1863–1937), französischer Pädagoge, Historiker und Sportfunktionär                                                                                              | 23. Apr. 1936       | Der ovale Platz bildet über den Südtorweg den nördlichen Abschluss der Flatowallee. | Coubertinplatz                                                         |
| Crusiusstraße (Lage)                       | 0120                                                   | Michael Crusius († 1709), Prediger in Charlottenburg | 9. Aug. 1929        | Der erste Name war Straße 38, Abt. V des Bebauungsplans. | Crusiusstraße                                                          |
| Dauerwaldweg (Lage)                        | 0470                                                   | Dauerwald, Variante einer forstwirtschaftlichen Nutzungsform | 16. Aug. 1928       | Der Name für die Trasse nach Bebauungsplan Straße G 3. Der Weg bildet die Grenze zum Ortsteil Grunewald und liegt in der Ortslage Eichkamp. | Dauerwaldweg                                                           |
| Dickensweg (Lage)                          | 0870                                                   | Charles Dickens (1812–1870), britischer Schriftsteller | 25. Okt. 1955       | Der erste Name war Straße 42 in der nach dem Zweiten Weltkrieg angelegten britischen Siedlung. Dieses Gebiet wurde bis zum Abzug der Alliierten von britischen Offiziersfamilien bewohnt. | Dickensweg                                                             |
| Ebereschenallee (Lage)                     | 1000                                                   | Ebereschen, Pflanzenart | um 1867             | Die Allee liegt zwischen Bolivar- und Ahornallee und ist nach einem typischen Alleebaum benannt. Sie gehört zu einem Viertel um den Branitzer Platz, in dem die Straßen am westlichen Rand der Stadt Charlottenburg als Allee nach Baumarten benannt sind. | Ebereschenallee                                                        |
| Eichenallee (Lage)                         | 1200                                                   | Eichen, Pflanzengattung | um 1867             | Die Straße liegt über die Bolivarallee zwischen Altenburger Allee und Ahornallee. Der Name ist möglicherweise nach der Erstbepflanzung gewählt. Die Allee verläuft von der Altenburger Allee über den Branitzer Platz zur Ahornallee. In den Nummern 47–53 befindet sich die Evangelische Kirche Neu-Westend. Sie liegt in einem Viertel um den Branitzer Platz, in dem die Straßen am westlichen Rand der Stadt Charlottenburg als Allee nach Baumarten benannt sind. | Neu-Westend-Kirche und Epiphanienkirche                                |
| Eichkampstraße (Lage)                      | 1650                                                   | Revierförsterei Eichkamp im Grunewald, Namensgeberin der Siedlung | 7. Juli 1936        | Die vorherigen Namen waren Kronprinzessinnenweg (vor 1892 bis nach 1918) und Königsweg (bis 1936). Ein Teil der Straße liegt in Grunewald. Sie liegt an der Nordseite der AVUS entlang. | Eichkampstraße                                                         |
| Eichkatzweg (Lage)                         | 0570                                                   | Eichhörnchen, Säugetier aus der Familie der Hörnchen, volkstümlich als Eichkätzchen bezeichnet                                                                                       | 10. Okt. 1936       | Der vorherige Name war Im Eichkamp (um 1921 bis 1936). Er liegt in der Ortslage Eichkamp. | Eichkatzweg                                                            |
| Elsa-Rendschmidt-Weg                       | 0350                                                   | Elsa Rendschmidt (1886–1969), Eiskunstläuferin | 1. Feb. 2006        | Der Name wurde mit Bezug auf die in der Nähe liegende Heimstätte des Berliner Schlittschuhclubs gewählt. Der vorher namenlose Weg führt von der Glockensturmstraße zur Sarkauer Allee und zum S-Bahnhof Berlin Pichelsberg. | Elsa-Rendschmidt-Weg                                                   |
| Epiphanienweg (Lage)                       | 0130                                                   | nahegelegene Epiphanienkirche | 13. Juli 1934       | Der erste Name war Straße 35 e-V-4. Die Straße führt von der Knobelsdorffstraße an der namengebenden Epiphanien-Kirche zum Sitz des Berufsförderungswerkes Berlin-Brandenburg. | Epiphanienweg                                                          |
| Eschenallee (Lage)                         | 0720                                                   | Eschen, Pflanzengattung | um 1867             | Sie liegt zwischen Reichsstraße und Spandauer Damm. Der Name nach einem typischen Alleebaum wurde möglicherweise nach der Erstbepflanzung gewählt. Sie liegt in einem Viertel um den Branitzer Platz, in dem die Straßen am westlichen Rand der Stadt Charlottenburg als Allee nach Baumarten benannt sind. | Eschenallee                                                            |
| Falterweg (Lage)                           | 0240                                                   | Falter oder Schmetterlinge, die an Arten zweitreichste Insekten-Ordnung | 13. Mai 1929        | Der erste Name war Straße G 20. Er liegt in der Ortslage Eichkamp. | Falterweg                                                              |
| Flatowallee (Lage)                         | 0480 + 200                                             | Alfred Flatow (1869–1942) und sein Cousin Gustav Felix Flatow (1875–1945), zwei Turner, die als jüdische Sportler im Dritten Reich verfolgt und im KZ Theresienstadt ermordet wurden | 21. Feb. 1997       | Die vorherigen Namen waren Rennbahnstraße (1914–1936) und Reichssportfeldstraße (1936–1997). Die Zufahrt zum Corbusierhaus gehört ebenfalls zur Flatowallee. Die Straße liegt zwischen Heerstraße und dem Südtor am Coubertinplatz. 500 Meter der Straße gehören im Hauptstraßennetz Berlins zur Klasse III (Regionale Straßenverbindung). | Flatowallee                                                            |
| Frankenallee (Lage)                        | 0280                                                   | Franken, eine westgermanische Volksgruppe | 24. Apr. 1908       | Der erste Name war Straße 23, Abt. V des Bebauungsplans. Südlich der Heerstraße gehört sie zu einem Viertel, in dem die Straßen nach germanischen Volksstämmen benannt wurden. Sie liegt zwischen der südlichen Nebenfahrbahn der Heerstraße und der Wandalenallee. | Frankenallee in Richtung Karolingerplatz                               |
| Frauenburger Pfad (Lage)                   | 0320                                                   | Frauenburg, heute Frombork, Stadt in Polen am Frischen Haff | 13. Apr. 1970       | Der Pfad, tatsächlich nur ein Fußweg, verläuft in West-Ost-Richtung zwischen Lötzener Allee und noch über die Marienburger Allee hinaus. Er liegt in der Ortslage Siedlung Heerstraße. | Frauenburger Pfad                                                      |
| Frauenplatz (*) (Lage)                     | 0200 × 110 (leicht konisch)                            | Frauen, der Name nimmt Bezug auf die westliche Tribüne des Olympia-Schwimmstadions, in der sich zu den Olympischen Spielen 1936 die Umkleidekabinen für Frauen befanden              | 1936                | Der Platz ist die Liegewiese des Schwimmstadions im Olympiapark Berlin. Der Platz ist im amtlichen Straßenverzeichnis unter der Nummer 16913 aufgenommen. |                                                                        |
| Fredericiastraße (Lage)                    | 0220                                                   | Fredericia, Hafenstadt in Jütland, Dänemark | 12. Aug. 1906       | Der erste Name war Straße 33b, Abt. V des Bebauungsplans. | Fredericiastraße                                                       |
| Friedrich-Friesen-Allee (Lage)             | 1000                                                   | Friedrich Friesen (1784–1814), Mitbegründer der deutschen Turnkunst, Pädagoge und Freiheitskämpfer                                                                                   | 23. Apr. 1936       | Die Straße beginnt am Glockenturm und endet auf dem Gelände des Olympia-Stadions. Vor der Benennung trug sie den Namen Graditzer Allee, die als Straße 9a im früheren „Gutsbezirk Heerstraße“ trassiert und am 27. Juni 1925 benannt wurde. Die Graditzer Allee verlief in der Trasse der Friedrich-Friesen-Allee in Verlängerung der damaligen Rominter Allee zur heutigen Rominter Allee. Ursprünglich lag auf dem Gelände des Olympiastadions die Rennbahn Grunewald, Graditz ist ein Torgauer Ortsteil, in dem sich seit 1722 das Gestüt Graditz befindet. Am 13. Februar 1937 wurde der 1936 benannte südliche Abschnitt der Friedrich-Friesen-Allee vom Platz Am Glockenturm zur Straße An der Heerstraße in Passenheimer Straße umbenannt. Zwischen 1960 und 1963 wurde ein Teil der Trasse der Friedrich-Friesen-Allee ine Turnhallenallee benannt, in Verlängerung der Friedrich-Friesen-Allee über den Gutsmuthsweg und die Sportforumstraße als Sackgasse bis etwas über den Adlerplatz hinaus. Auf der Karte von 1960 ist die Straße noch nicht benannt. Im Stadtplan von 1964 ist sie namentlich am „Haus des Deutschen Sports“ entlang eingezeichnet, bald darauf muss die Turnhallenallee in Friedrich-Friesen-Allee zurückbenannt worden sein. Der Friedrich-Friesen-Allee sind keine Grundstücke zugeordnet. Die Friedrich-Friesen-Allee liegt nördlich um Maifeld und Olympiastadion zwischen Am Glockenturm und Adlerplatz, die Waldbühne liegt an der Westseite. Östlich liegt der Westdamm auf dem Maifeld. Der weitere Abschnitt nach Nordost liegt südlich von Georgii- und Hueppeplatz, anschließend zwischen August-Bier- (im Norden) und Hanns-Braun-Platz (im Süden) hindurch. Weiter zwischen Hindenburg- und Gebhardtplatz wird der Gutsmuthsweg gekreuzt. An der Nordseite folgt das Gebäude am Jahnplatz und südlich liegt der Körnerplatz, danach geht sie auf den Adlerplatz, der vom Friesenhaus umgeben ist. | Friedrich-Friesen-Allee · Eingang am Glockenturm                       |
| Fürstenbrunner Weg (Lage)                  | 1630                                                   | Hier lag die „Fürstenbrunn-Quelle“ | 27. Jan. 1955       | Der vorherige Name war Neuer Fürstenbrunner Weg (1857–1955). 1630 Meter der Straße gehören im Hauptstraßennetz Berlins zur Klasse III (Regionale Straßenverbindung). Der Name Fürstenbrunner Weg ist im Adressbuch 1915 sowohl für den heute noch so benannten Straßenzug bis zur Rohrdammbrücke als auch für den weiter nach Westen führenden Abschnitt des heutigen Ruhwaldweges genutzt. Bereits 1907 ist der Straßenzug des Fürstenbrunner Wegs vorhanden, wobei der Alte Fürstenbrunner Weg von der Sophie-Charlotten-Straße bereits unterbrochen ist und durch den Neuen Fürstenbrunner Weg westlich der Ringbahn ersetzt ist. Er wechselt um den Bahnhof Fürstenbrunn herum auf die Nordseite der Bahnstrecke (hier: Märkischer Steg als Siemenssteg und heute: Rohrdammbrücke) und wechselt dann im Zuge des heutigen Ruhwaldwegs zum Spandauer Bock (Brauerei) und auf Spandauer Gebiet zum Spandauer Damm. | Einfahrt zum Klinikum Westend im Fürstenbrunner Weg                    |
| Fürstenplatz (Lage)                        | 0100 × 80                                              | Fürst, Adelstitel | 24. Apr. 1908       | In diesem Viertel sind die Straßen nach den Ländern des am 18. Januar 1871 proklamierten Deutschen Kaiserreichs benannt. Der Fürstenplatz wird begrenzt von der Länderallee (NW), der Bayernallee (NO), der Straße Fürstenplatz (SO) und der Württembergallee (SW). | Fürstenplatz                                                           |
| Gebhardtplatz (*) (Lage)                   | 0100 × 75                                              | Willibald Gebhardt (1861–1921), Naturwissenschaftler, Sportfunktionär und Gründer der deutschen olympischen Bewegung                                                                 | 1936                | Der Rasenplatz liegt auf dem Gelände des Olympiaparks zwischen Friedrich-Friesen-Allee und Hanns-Braun-Straße. Er ist Bestandteil des Deutschen Sportforums und wird von Sportlern zum Training oder zu Wettkämpfen genutzt. Der Platz ist im amtlichen Straßenverzeichnis unter der Nummer 16912 aufgenommen. | Gebhardtplatz                                                          |
| Georgiiplatz (*) (Lage)                    | 0175 × 60                                              | Theodor Georgii (1826–1892), Protagonist der deutschen Turnbewegung | 1936                | Der Platz liegt auf dem Gelände des Olympiaparks zwischen Prinz-Friedrich-Karl-Weg und Friedrich-Friesen-Allee. Auf seiner Fläche befinden sich einige Tennisplätze, die vom Tennisclub zum Training oder zu Wettkämpfen genutzt werden. Der Platz ist im amtlichen Straßenverzeichnis unter der Nummer 16911 aufgenommen. |                                                                        |
| Glockenturmstraße (Lage)                   | 1000                                                   | der hier stehende Glockenturm des Olympiastadions | 23. Apr. 1936       | Die ersten Namen waren Straße 4 und Straße 4a. | Glockenturmstraße                                                      |
| Gotha-Allee (Lage)                         | 0760                                                   | Herzogtum Sachsen-Coburg und Gotha | 13. Apr. 1909       | Sie liegt zwischen Spandauer Damm (südlich abbiegend) und Bolivarallee (gegenüber Akazienallee). Die ersten Namen waren Straße 35b und Straße 35c des Bebauungsplans. In diesem Viertel um die Reichsstraße und nahe dieser, sowie der Länderallee sind die Straßen nach den Ländern des am 18. Januar 1871 proklamierten Deutschen Kaiserreichs benannt. | Gotha-Allee                                                            |
| Gottfried-Keller-Straße (Lage)             | 0080                                                   | Gottfried Keller (1819–1890), Schweizer Dichter und Politiker | 2. Mai 1902         | Dieser Verkehrsweg verbindet die Ahornallee mit der Soorstraße in Nordwest-Südost-Führung. Er wurde wohl schon 1901 angelegt, aber erst ein Jahr später benannt. | Gottfried-Keller-Straße                                                |
| Gretel-Bergmann-Weg (Lage)                 | 0240                                                   | Gretel Bergmann (1914–2017), Leichtathletin und Mitglied der Hall of Fame des deutschen Sports                                                                                       | 24. März 2025       | Der Weg zweigt von der Friedrich-Friesen-Allee ab und verläuft entlang der West- und Nordseite des Georgiiplatzes. |                                                                        |
| Grethe-Weiser-Weg (Lage)                   | 0230                                                   | Grethe Weiser (1903–1970), Schauspielerin | 28. Feb. 1972       | Der erste Name war Straße 219. | Grete-Weiser-Weg                                                       |
| Gutsmuthsweg (Lage)                        | 0600                                                   | Johann Christoph Friedrich GutsMuths (1759–1839), Pädagoge und Mitbegründer der Turnbewegung                                                                                         | 23. Apr. 1936       | Der Weg befindet sich fast vollständig auf dem Gelände des Olympiastadions. | Gutsmuthsweg                                                           |
| Haeselerstraße (Lage)                      | 0220                                                   | Gottlieb von Haeseler (1836–1919), preußischer Generalfeldmarschall | 1. Jan. 1907        | Der erste Name war Straße 35, Abt. V des Bebauungsplans | Haeselerstraße                                                         |
| Halenseestraße (Lage)                      | 0460 – Westteil 0und 0280 – Ostteil (jew. im Ortsteil) | Halensee, Berliner See der kleinen Grunewaldseenkette | 7. Juli 1936        | Die Straße beginnt am Rathenauplatz, endet nördlich davon am Messedamm und verläuft parallel zum Stadtring. Ein Teil der Straße liegt in Grunewald. 460 Meter der Straße gehören im Hauptstraßennetz Berlins zur Klasse II (Übergeordnete Straßenverbindung). |                                                                        |
| Halmstraße (Lage)                          | 0200                                                   | Friedrich Halm (1806–1871), österreichischer Dichter, Novellist und Dramatiker | 8. Dez. 1906        | Der erste Name war Straße 11a des Bebauungsplans in Westend. | Halmstraße                                                             |
| Hammarskjöldplatz (Lage)                   | 0360 × 90                                              | Dag Hammarskjöld (1905–1961), schwedischer Politiker, zweiter UN-Generalsekretär | 14. Okt. 1961       | Am Hammarskjöldplatz befindet sich einer der Eingänge zum Messegelände. | Hammarskjöldplatz                                                      |
| Hanns-Braun-Platz (*) (Lage)               | 0360 × 80                                              | Hanns Braun (1886–1918), Leichtathlet | 23. Apr. 1936       | Der Platz liegt nördlich der Hanns-Braun-Straße und ist Bestandteil des Deutschen Sportforums. Er ist mit einem Laufoval und einer Raseninnenfläche ausgestattet und wird zum Training oder zu Wettkämpfen genutzt. Der Platz ist im amtlichen Straßenverzeichnis unter der Nummer 16910 aufgenommen. | Hanns-Braun-Platz                                                      |
| Hanns-Braun-Straße (Lage)                  | 1100                                                   | Hanns Braun (1886–1918), Leichtathlet | 23. Apr. 1936       | Die Straße verläuft größtenteils auf dem eingezäunten Gelände des Sportforums. | Hanns-Braun-Straße · Hanns-Braun-Straße                                |
| Harbigstraße (Lage)                        | 1000                                                   | Rudolf Harbig (1913–1944), Leichtathlet | 21. März 1958       | Der erste Name war Straße 58. Sie begrenzt im Nordwesten die Ortslage Eichkamp. | Harbigstraße                                                           |
| Hardyweg (Lage)                            | 0180                                                   | Thomas Hardy (1840–1928), englischer Schriftsteller | 16. Mai 1956        | Der Weg, nach 1945 angelegt, war zuerst eine Privatstraße in der britischen Siedlung. | Hardyweg                                                               |
| Havelchaussee (Lage)                       | 1400 (im Ortsteil)                                     | Havel, Fluss durch Berlin | bis 1925            | Teile der Straße verlaufen in Wilhelmstadt, Grunewald und Nikolassee. Erwähnenswert ist hier das im Bild gezeigte historische Filmstudio. Die Straße gehört im Hauptstraßennetz Berlins zur Klasse IV (ergänzende Straßenverbindung). | Filmstudio an der Havelchaussee                                        |
| Heerstraße (Lage)                          | 3800 (im Ortsteil)                                     | Traditioneller Name für vom Militär benutzte Überland-Verbindungsstraßen. | ab 1908             | Ein Teil der Straße verläuft im Bezirk Spandau. Die vorherigen Namen waren Döberitzer Heerstraße (vor 1908–1928), An der Heerstraße (1921–1950) und Kaiserdamm (1906–1950). Sie ist die zentrale durch den Ortsteil führende Ost-West-Straße. 3860 Meter der Straße sind Bundesstraße (B 2 und B 5) und gehören im Straßennetz Berlins zur Klasse I (Großräumige Straßenverbindung). | Heerstraße                                                             |
| Heilsberger Allee (Lage)                   | 0770                                                   | Heilsberg, Stadt in der Provinz Ostpreußen, heute Lidzbark Warmiński in Polen | 31. Dez. 1923       | Der erste Name war Straße 21 im Gutsbezirk Heerstraße. Während oder nach dem Ersten Weltkrieg wurden in diesem Gebiet Straßen nach Orten in Ostpreußen benannt. | Heilsberger Allee                                                      |
| Hempelsteig (Lage)                         | 0960                                                   | Carl Hempel (1833–1903), Stadtverordneter in Charlottenburg | 13. Feb. 1937       | Der erste Name war Straße 1. Am 30. September 1966 wurde der Steig bis zur Rominter Allee verlängert. | Hempelsteig                                                            |
| Hessenallee (Lage)                         | 0350                                                   | Großherzogtum Hessen, Bundesstaat des Deutschen Reiches | 13. Apr. 1909       | Sie liegt zwischen Reichsstraße und Württembergallee. Der erste Name war Straße 28 des Bebauungsplans. In diesem Viertel um die Reichsstraße und nahe dieser, sowie der Länderallee sind die Straßen nach den Ländern des am 18. Januar 1871 proklamierten Deutschen Kaiserreichs benannt. | Hessenallee                                                            |
| Hindenburgplatz (*) (Lage)                 | 0120 × 90 (mit Sprunganlage und Böschung)              | Paul von Hindenburg (1847–1934), Generalfeldmarschall und Reichspräsident | 1936                | Der Rasenplatz liegt auf dem Gelände des Olympiaparks zwischen Prinz-Friedrich-Karl-Weg und Friedrich-Friesen-Allee. Er ist Bestandteil des Deutschen Sportforums und wird von Sportlern zum Training oder zu Wettkämpfen genutzt. Der Platz ist im amtlichen Straßenverzeichnis unter der Nummer 16909 aufgenommen. | Hindenburgplatz                                                        |
| Hohensteinallee (Lage)                     | 0090                                                   | Hohenstein, Stadt in der Provinz Ostpreußen, heute Olsztynek in Polen | 31. Dez. 1923       | Der erste Name war Straße 46 des Bebauungsplans im Gutsbezirk Heerstraße. In Hohenstein fanden während der zweiten Tannenbergschlacht vom 27. bis zum 29. August 1914 schwere Straßenkämpfe statt. | Hohensteinallee                                                        |
| Hölderlinstraße (Lage)                     | 0360                                                   | Friedrich Hölderlin (1770–1843), Lyriker | 19. Mai 1908        | Die ersten Namen waren Straße 9 und Straße 10 des Bebauungsplans in Westend. | Hölderlinstraße                                                        |
| Im Hornisgrund (Lage)                      | 0310                                                   | Hornisse, die größte in Mitteleuropa lebende soziale Faltenwespe | 13. Mai 1929        | Der erste Name war Straße G 6. Sie verbindet den Dauerwaldweg und die Alte Allee. Sie liegt in der Ortslage Eichkamp. | Im Hornisgrund                                                         |
| Hueppeplatz (*) (Lage)                     | 0150 × 130                                             | Ferdinand Hueppe (1852–1938), Wissenschaftler und 1900–1904 erster Präsident des Deutschen Fußball-Bundes                                                                            | 1936                | Der Platz liegt auf dem Gelände des Olympiaparks zwischen Prinz-Friedrich-Karl-Weg und Friedrich-Friesen-Allee. Südwestlich grenzt er an Tennisplätze, die den Namen Georgiiplatz erhielten. Der Platz ist Bestandteil des Deutschen Sportforums und wird von Ballsportlern zum Training oder zu Wettkämpfen genutzt. Er besitzt einen Belag aus modernstem Kunstrasen. Der Platz ist im amtlichen Straßenverzeichnis unter der Nummer 16916 aufgenommen. | Hueppeplatz                                                            |
| Insterburgallee (Lage)                     | 0720                                                   | Insterburg, Stadt in der Provinz Ostpreußen, heute Tschernjachowsk in der russischen Exklave Kaliningrad                                                                             | um 1915             | Die Allee verläuft von Tannenbergallee und Teufelsseestraße über die Sensburger Allee hinaus. Hier befindet sich die katholische Herz-Jesu-Schule (siehe Bild). | Herz-Jesu-Schule                                                       |
| Jafféstraße (Lage)                         | 1410                                                   | Benno Jaffé (1840–1923), Kommunalpolitiker und Ehrenbürger der Stadt Charlottenburg                                                                                                  | 10. Nov. 1958       | Der südliche Teil der Straße wurde in den 1990er Jahren verschwenkt. Ursprünglich führte die Straße nördlich an der Deutschlandhalle vorbei. 1410 Meter der Straße gehören im Hauptstraßennetz Berlins zur Klasse II (Übergeordnete Straßenverbindung). | Jafféstraße                                                            |
| Jahnplatz (*) (Lage)                       | 0070 × 65                                              | Friedrich Ludwig Jahn (1778–1852), Initiator der deutschen Turnbewegung | 1936                | Der Jahnplatz liegt auf dem Gelände des Olympiaparks und bildet den Innenhof des Sportmuseums. Der Platz ist im amtlichen Straßenverzeichnis unter der Nummer 16915 aufgenommen. | Jahnplatz mit Trainingsbecken · Jahnplatz                              |
| Jasminweg (Lage)                           | 0220                                                   | Jasmin, Gewöhnlicher Jasmin oder Echter Jasmin, gehört zur Gattung Jasminum in der Familie der Ölbaumgewächse                                                                        | 18. Feb. 1927       | Der erste Name war Straße 21 nach dem Bebauungsplan. Zwischen 1925 und 1927 hieß der Weg Suhlenweg, weil sich in der Nähe zwei Sausuhlen befanden. Der Jasminweg geht südwärts vom Murellenweg ab und macht hinter der Kreuzung mit dem Wacholderweg eine schneckenförmige Biegung. | Jasminweg                                                              |
| Jesse-Owens-Allee (Lage)                   | 0640                                                   | Jesse Owens (1913–1980), amerikanischer Leichtathlet, erfolgreichster Teilnehmer der Olympischen Sommerspiele 1936                                                                   | 10. März 1984       | Der vorherige Name zwischen 1928 und 1984 war Stadionallee. Die Straße gehört im Hauptstraßennetz Berlins zur Klasse IV (ergänzende Straßenverbindung). | Jesse-Owens-Allee                                                      |
| Johannisburger Allee (Lage)                | 0340                                                   | Johannisburg, Stadt in der Provinz Ostpreußen, heute Pisz, Kreisstadt des Powiat Piski in der polnischen Woiwodschaft Ermland-Masuren                                                | 16. Jan. 1925       | Der erste Name war Straße 45a im Gutsbezirk Heerstraße. | Johannisburger Allee                                                   |
| Kaiserdamm (Lage)                          | 0740 (im Ortsteil)                                     | Wilhelm II. (1859–1941), deutscher Kaiser | 8. Dez. 1906        | Ein Teil der Straße verläuft im Ortsteil Charlottenburg. Vorherige Teile waren Straße 7b und Straße 33, Abt. V des Bebauungsplans. Ein Teil des Kaiserdamms, der von der Ahornallee bis zur Preußenallee (vorher Straße 7b) führte, wurde am 30. März 1950 in die Heerstraße einbezogen. Am 26. April 1967 wurde der Kaiserdamm in Adenauerdamm umbenannt, erhielt aber am 15. Januar 1968 nach Bürgerprotesten seinen ursprünglichen Namen zurück. 740 Meter der Straße sind Bundesstraße (zur B 2 und B 5) und gehören im Straßennetz Berlins zur Klasse I (Großräumige Straßenverbindung). | Kaiserdamm · BMW-Autohaus                                              |
| Karolingerplatz (Lage)                     | 0100 × 70                                              | Karolinger, Name des Herrschergeschlechts der westgermanischen Franken | 27. Apr. 1908       | Der erste Name war Platz E, Abt. V des Bebauungsplans. | Karolingerplatz                                                        |
| Kastanienallee (Lage)                      | 1060                                                   | Kastanien, Buchengewächs | um 1867             | Der Name wurde wohl nach der Erstbepflanzung gewählt. Sie liegt in einem Viertel um den Branitzer Platz, in dem die Straßen am westlichen Rand der Stadt Charlottenburg als Allee nach Baumarten benannt sind. Die Straße liegt zwischen Spandauer Damm und Bayernallee und führt über den Branitzer Platz. | Kastanienallee                                                         |
| Kiefernweg (Lage)                          | 0340                                                   | Kiefern, eine Pflanzengattung von Nadelholzgewächsen (Pinophyta) in der Familie der Kieferngewächse                                                                                  | 7. Jan. 1920        | Der Kiefernweg verläuft zwischen Eichkampstraße und Zikadenweg, als Fußweg weiter bis Kühler Weg. Er liegt in der Ortslage Eichkamp. | Kiefernweg                                                             |
| Kiplingweg (Lage)                          | 0280                                                   | Rudyard Kipling (1865–1936), britischer Schriftsteller und Dichter, der 1907 den Literaturnobelpreis erhielt                                                                         | 21. Aug. 1958       | Die Straße hat einen U-förmigen Verlauf von und zur Kranzallee. | Mehrfamilienhaus im Kiplingweg                                         |
| Kirschenallee (Lage)                       | 0600                                                   | Kirsche, Obstbaum, eine Pflanzenart aus der Gattung Prunus in der Familie der Rosengewächse (Rosaceae).                                                                              | um 1867             | Die Straße liegt zwischen Spandauer Damm und Reichsstraße, an der Mündung Platanenallee gegenüber der Hessenallee. Sie liegt in einem Viertel um den Branitzer Platz, in dem die Straßen am westlichen Rand der Stadt Charlottenburg als Allee nach Baumarten benannt sind. | Kirschenallee                                                          |
| Klaus-Groth-Straße (Lage)                  | 0140                                                   | Klaus Groth (1819–1899), Lyriker und Schriftsteller | 8. Dez. 1906        | Der erste Name war Straße 11, Abt. V des Bebauungsplans. Der Teil zwischen Ahornstraße und Soorstraße fiel zwischen 1960 und 1963 weg. | Klaus-Groth-Straße                                                     |
| Knobelsdorffstraße (Lage)                  | 0570 (im Ortsteil)                                     | Georg Wenzeslaus von Knobelsdorff (1699–1753), Baumeister, Maler und Architekt in Preußen                                                                                            | um 1877             | Ein Teil der Straße verläuft im Ortsteil Charlottenburg. Zuerst war sie die Straße 28, Abt. V des Bebauungsplans. Am 8. Dezember 1906 wurde die Verlängerung, die Straße 27 ebenso benannt. Die Grundstücke 1–9 wurden am 13. Dezember 1977 entwidmet. 270 Meter der Straße gehören im Straßennetz Berlins zur Klasse I (Großräumige Straßenverbindung) und weitere Teile zur Klasse III (Regionale Straßenverbindung). | Knobelsdorffstraße                                                     |
| Koburgallee (Lage)                         | 0090                                                   | Herzogtum Sachsen-Coburg und Gotha (nach der alten Schreibweise mit „K“) | 13. Apr. 1909       | Die kurze Verbindung liegt zwischen Gotha-Allee und Reichsstraße. Der erste Name nach Bebauungsplan war Straße 37. In diesem Viertel um die Reichsstraße und nahe dieser, sowie der Länderallee sind die Straßen nach den Ländern des am 18. Januar 1871 proklamierten Deutschen Kaiserreichs benannt. | Koburgallee                                                            |
| Königin-Elisabeth-Straße (Lage)            | 0850                                                   | Elisabeth Ludovika von Bayern (1801–1873), Königin von Preußen | 20. Aug. 1897       | Der erste Name war Straße 32. Bis 1897 ging die Straße nur bis zur Kreuzung der heutigen Neuen Kantstraße und des Königswegs. 1918 wurde ihre Verlängerung, die Straße 14, bis zum damaligen Verlauf der Westendallee ebenso benannt. Der Teil der Königin-Elisabeth-Straße vom Kaiserdamm bis zur AVUS-Anschlussstelle wurde am 7. Juli 1936 in Messedamm umbenannt. 320 Meter der Straße gehören im Straßennetz Berlins zur Klasse I (Großräumige Straßenverbindung), die restlichen Teile zur Klasse III (regionale Straßenverbindung). | Königin-Elisabeth-Straße                                               |
| Kollatzstraße (Lage)                       | 0110                                                   | Karl Wilhelm Eduard Kollatz (1820–1891), Pfarrer an der Luisenkirche und Stadtverordneter                                                                                            | 9. Aug. 1929        | Der erste Name war Straße 35-V-4 des Bebauungsplans. | Kollatzstraße                                                          |
| Körnerplatz (*) (Lage)                     | 0165 × 120                                             | Theodor Körner (1791–1813), Schriftsteller und Mitglied der Freischärler | 1936                | Der Platz liegt auf dem Gelände des Olympiaparks zwischen Gutsmuthsweg, Prinz-Friedrich-Karl-Weg und Friedrich-Friesen-Allee. Er ist im amtlichen Straßenverzeichnis unter der Nummer 16914 aufgenommen. Die Namensvergabe für den Platz bezieht sich auf Körners Tod im Lützowschen Freikorps in den Freiheitskriegen 1813/1814 und seine daraus resultierende Rolle als Patriotische Identifikationsfigur. Im Jahr 1993 hatte eine Gartenbaufirma den Platz neu hergerichtet. Der Naturrasenplatz wurde bis 2011 von Cricket-Sportlern des BCK zum Training oder zu Wettkämpfen genutzt. Im Jahr 2012 fand auf dem gut gepflegten Rasenareal das Sportfest gehörloser Kinder und Jugendlicher statt, organisiert vom Gehörlosensportverband Berlin-Brandenburg e. V. Das gesamte Sportgelände diente im August 2013 einem großen Familiensport- und Kulturfest, das zugleich das 19. Kinder- und Jugendsportfest war. Auf dem Körnerplatz war die Polizei unter anderem mit einem Überschlagsimulator vertreten. | Körnerplatz · Körnerplatz                                              |
| Kranzallee (Lage)                          | 1000                                                   | Cranz, Badeort in Ostpreußen, heute Selenogradsk in der russischen Exklave Kaliningrad                                                                                               | 31. Dez. 1923       | Der erste Name war Straße 41 im Gutsbezirk Heerstraße. | Kranzallee                                                             |
| Kühler Weg (Lage)                          | 0380                                                   | Lage am „kühlen Wald“ | 13. Mai 1929        | Der erste Name war Straße G 19 des Bebauungsplans. Hier befindet sich die von Tennis Borussia benutzte Sportanlage, die seit dem 29. April 2007 den Namen „Hans-Rosenthal-Sportanlage (am Kühler Weg)“ trägt. Er liegt in der Ortslage Eichkamp. | Kühler Weg                                                             |
| Kurländer Allee (Lage)                     | 0410                                                   | Kurland, eine der vier historischen Landschaften Lettlands | 23. März 1925       | Der erste Name war Straße 38 im Bebauungspland des Gutsbezirks Heerstraße. Sie ist die Verlängerung der Boyenallee und endet am Willemburger Pfad mit einem Wendeplatz. Sie liegt in der Ortslage Siedlung Heerstraße. | Kurländer Allee                                                        |
| Länderallee (Lage)                         | 0610                                                   | Länder der Bundesrepublik Deutschland | 31. Juli 1950       | Sie liegt zwischen der nördlichen Nebenfahrbahn der Heerstraße und der Reichsstraße. Der vorherige Name war Bundesallee (um 1909–1950). In diesem Viertel sind die Straßen nach den Ländern des am 18. Januar 1871 proklamierten Deutschen Kaiserreichs benannt. Durch die Umbenennung wurde den neuen politischen Verhältnissen Rechnung getragen. | Länderallee                                                            |
| Langobardenallee (Lage)                    | 0090                                                   | Langobarden, Teilstamm der Sueben, der ursprünglich an der unteren Elbe siedelte | 13. Apr. 1909       | Die Straße südlich der Heerstraße liegt zwischen Thüringer- und Pommernallee. Die Langobardenallee war vorher eine Straße der Abt. V des Bebauungsplans. In diesem Viertel sind die Straßen nach germanischen Stämmen benannt. | Langobardenallee in Richtung Pommernallee                              |
| Lärchenweg (Lage)                          | 0220                                                   | Lärchen, Pflanzengattung in der Familie der Kieferngewächse | 7. Jan. 1920        | Der Weg verläuft von der Eichkampstraße (Südost) bis zum Zikadenweg (Nordwest) und weiter darüber hinaus als Fahrstraße. Er liegt in der Ortslage Eichkamp. | Lärchenweg                                                             |
| Leistikowstraße (Lage)                     | 0180                                                   | Walter Leistikow (1865–1908), Maler und Grafiker | 13. Apr. 1909       | Der trassierte Name war Straße 25 des Bebauungsplans Westend. | Leistikowstraße                                                        |
| Lerschpfad (Lage)                          | 0200                                                   | Heinrich Lersch (1889–1936), Arbeiterdichter und Kesselschmied | 11. März 1937       | Von 1906 bis 1937 war der Lerschpfad ein Teil der Rognitzstraße. Zur besseren Zuordnung wird die Straße auch Lerschpfad am Stadtring genannt. Zum Schutz gegen den Verkehrslärm der in einem Trog geführten Bundesautobahn 100 wurden alle Fenster mit Schallschutz ausgestattet. Der Lerschpfad ist nur durch ein Metallgeländer zur A 100 abgetrennt. | Lerschpfad                                                             |
| Lindenallee (Lage)                         | 0720 + 100 + 90 + 60                                   | Linden, Gattung von zu den Lindengewächsen gehörenden Bäumen | um 1867             | Der Name könnte nach der Erstbepflanzung mit einem für Berlin typischen Straßenbaum gewählt sein. Die Straße führt vom Theodor-Heuss-Platz zur Ulmenallee, teilt sich hier in zwei Fahrbahnen um den Anneliese-und-Georg-Groscurth-Platz bis zur Nußbaumallee und führt von der Akazienallee versetzt bis zum Spandauer Damm. | Lindenallee                                                            |
| Lötzener Allee (Lage)                      | 0750                                                   | Lötzen, Stadt in Ostpreußen, heute Giżycko, Woiwodschaft Ermland-Masuren in Polen | 8. Aug. 1921        | Die Allee führt vom Soldauer Platz bis zur Waldschulallee in Nord-Süd-Richtung. | Lötzener Allee                                                         |
| Lyckallee (Lage)                           | 1000                                                   | Lyck, Stadt in Ostpreußen, heute Ełk, Woiwodschaft Ermland-Masuren in Polen | um 1915             | Sie verläuft von der Kranzallee bis zur Teufelsseestraße. | Lyckallee                                                              |
| Machandelweg (Lage)                        | 1000                                                   | Machandel, niederdeutsche Bezeichnung für Wacholder | 31. Dez. 1923       | Der erste Name war Straße 22 im Gutsbezirk Heerstraße. Am Machandelweg befindet sich die 1913 eröffnete Betriebswerkstatt Grunewald der Berliner U-Bahn (unteres Bild). | Machandelweg · U-Bahn-Werkstatt im Machandelweg                        |
| Maikäferpfad (Lage)                        | 0640                                                   | Maikäfer, Käfergattung | 30. März 1950       | Der vorherige Name war zwischen ca. 1920 und 1950 Buchenweg wohl nach der Erstbepflanzung der Straßenränder, wobei die Umbenennung durch den Senat im Zusammenhang mit einer Vielzahl von Straßen steht, deren Namen durch die Bildung von Großberlin aus den Vororten mehrfach vorhanden waren. Er liegt in der Ortslage Eichkamp. | Maikäferpfad                                                           |
| Marathonallee (Lage)                       | 0500                                                   | Marathonlauf, olympische Laufdisziplin | 30. März 1950       | Der vorherige Name war Mecklenburgallee (1909–1950). In diesem Viertel um die Reichsstraße und nahe dieser, sowie der Länderallee sind die Straßen nach den Ländern des am 18. Januar 1871 proklamierten Deutschen Kaiserreichs benannt worden, dem entspricht der frühe Name. Die Straße liegt südlich der Olympischen Straße zwischen Westendallee und Reichsstraße. | Marathonallee                                                          |
| Marienburger Allee (Lage)                  | 0500                                                   | Marienburg, heute Malbork, Kreisstadt in der Woiwodschaft Pommern im Norden Polens                                                                                                   | 23. März 1925       | Der vorherige Name war Willenburger Pfad (1935–1936). Sie liegt in der Ortslage Siedlung Heerstraße. | Marienburger Allee                                                     |
| Martha-Jacob-Platz (Lage)                  | 0050 × 25                                              | Martha Jacob (1911–1976), Leichtathletin | 7. Aug. 2014        | Der bis 2014 namenlose Platz wird von der Soldauer Allee, der Teufelsseestraße und der Boyenallee umfasst. Er liegt der Heerstraßenbrücke und am Bahnhof Heerstraße an der Ortslage Siedlung Heerstraße. | Berlin-Westend Martha-Jacob-Platz                                      |
| Masurenallee (Lage)                        | 0560                                                   | Masuren, Landschaft im Süden der ostpreußischen Seenplatte, Polen | 1918                | Die Masurenallee verlief bis 1930 vom Reichskanzlerplatz bis zum damaligen Scholzplatz (heute etwa auf dem Gelände der Halle 18 des Messegeländes). Der erste Name dieser Straße war Straße 5a, Abt. V des Bebauungsplans. Für eine Erweiterung des Messegeländes wurde die Straße 1930 weiter nördlich entlang des neuerbauten Haus des Rundfunks zum heutigen Messedamm geführt. Der kurze, vormals Ostpreußenallee genannte, Anschluss zur Ostpreußenbrücke wurde 1934 der Masurenallee, 1966 dann der Neuen Kantstraße zugeschlagen. 560 Meter der Straße gehören im Hauptstraßennetz Berlins zur Klasse II (Übergeordnete Straßenverbindung). | Masurenallee Richtung Kantstraße · Masurenallee Haus des Rundfunks     |
| Meerscheidtstraße (Lage)                   | 0240                                                   | Oskar von Meerscheidt-Hüllessem (1825–1895), preußischer General der Infanterie | um 1908             | Der erste Name war Straße 32a, Abt. V des Bebauungsplans. Die Straße verlief einst von der Haeseler- bis zur ehemaligen Jafféstraße und kreuzte die Knobelsdorff-, die Fredericiastraße, den Kaiserdamm und die Bredtschneiderstraße. Am 23. Januar 1931 wurde ein Teil der Haeseler- und der Knobelsdorffstraße in Haeselerstraße umbenannt. | Meerscheidtstraße                                                      |
| Meiningenallee (Lage)                      | 0580                                                   | Sachsen-Meiningen, ehemaliges Herzogtum | 13. Apr. 1909       | In diesem Viertel sind die Straßen nach den Ländern des am 18. Januar 1871 proklamierten Deutschen Kaiserreichs benannt. Vorher Straße Nr. 36 des Bebauungsplanes für Westend. Die Straße liegt zwischen Reichsstraße und Spandauer Damm. Die Meiningenallee führte einen Abschnitt des Wannseewegs, der als Nummer 11 der 20 grünen Hauptwege Berlins markiert ist. | Meiningenallee                                                         |
| Merowingerweg (Lage)                       | 0120                                                   | Merowinger, das älteste bekannte Königsgeschlecht der Franken vom frühen 5. bis zur Mitte des 8. Jahrhunderts                                                                        | 6. März 1936        | Der vorherige Name war Markomannenweg (1909–1936), nach dem germanischen Stamm der Markomannen. | Der befahrene Teil des Merowingerweges                                 |
| Messedamm (Lage)                           | 1500                                                   | hier gelegenes Messegelände | 7. Juli 1936        | Die vorherigen Namen waren Königin-Elisabeth-Straße (1897–1936) und Königsweg (vor 1898–1936). 40 Meter der Straße gehören im Hauptstraßennetz Berlins zur Klasse I (großräumige Straßenverbindung), die weiteren Teile der Straße gehören zur Klasse II (übergeordnete Straßenverbindung). Er führt als Verlängerung der Königin-Elisabeth-Straße zur Eichkampstraße. Am Messedamm befinden sich der Busbahnhof, die Messehallen mit dem Funkturm, das ICC sowie nach der Zufahrt zur AVUS der CityCube Berlin, der anstelle der 2011 abgerissenen Deutschlandhalle errichtet wurde. | ICC am Messedamm · Messedamm · Westend Messedamm Rasthof Avus          |
| Miltonweg (Lage)                           | 0140                                                   | John Milton (1608–1674), englischer Dichter | 21. Aug. 1958       | In diesem, nach 1945 angelegtem Wohnviertel für britische Offiziersfamilien, tragen viele Straßen den Namen englischer Dichter. | Miltonweg                                                              |
| Mohrunger Allee (Lage)                     | 0320                                                   | Mohrungen, Stadt in Ostpreußen, heute Morąg in der Polen | 16. Jan. 1925       | Der erste Name war Straße 12 im Gutsbezirk Heerstraße. Sie verläuft von der Sensburger Allee bis zur Heerstraße und bis zur Ortelsburger Allee. Zwischen Mohrunger Allee und Pillkaller Allee liegt der Georg-Kolbe-Hain. | Mohrunger Allee                                                        |
| Murellenweg (Lage)                         | 0680                                                   | hier gelegene Murellenberge | 26. Juli 1927       | Der erste Name war Straße 55 in der Siedlung Ruhleben. | Murellenweg                                                            |
| Neidenburger Allee (Lage)                  | 0500                                                   | Neidenburg, Stadt in Ostpreußen, heute Nidzica in der Woiwodschaft Ermland-Masuren, Polen                                                                                            | 8. Aug. 1921        | Der Verkehrsweg führt vom Soldauer Platz exakt südwärts bis zur Waldschulallee. Sie liegt in der Ortslage Siedlung Heerstraße. | Neidenburger Allee                                                     |
| Nußbaumallee (Lage)                        | 0370 + 540                                             | Walnussbaum | um 1867             | Die Straße liegt zwischen Bolivar- und Ahornallee, an letzterer mit getrennten Fahrbahnen an einem grünen (unbenannten) Platz zu Ulmen- und Akazienallee hin. Auf dem Parzellierungsplan der Villenkolonie Westend war sie als Nuss Allee eingezeichnet. Sie wurde Ende der 1970er Jahre durch den Neubau der Psychiatrischen Klinik an der Eschenallee unterbrochen. Sie liegt in einem Viertel um den Branitzer Platz, in dem die Straßen am westlichen Rand der Stadt Charlottenburg als Allee nach Baumarten benannt sind. | Nußbaumallee                                                           |
| Oldenburgallee (Lage)                      | 0840                                                   | Großherzogtum Oldenburg | 13. Apr. 1909       | Sie liegt zwischen Schaumburg- und Westendallee, zu der sie im Ortsteil parallel führt. Der erste Name war Straße 32 des Bebauungsplans in Westend. In diesem Viertel sind die Straßen nach den Ländern des am 18. Januar 1871 proklamierten Deutschen Kaiserreichs benannt. | Oldenburgallee                                                         |
| Olympischer Platz (Lage)                   | 0460 × 110                                             | Olympische Sommerspiele 1936 | 23. Apr. 1936       | Der Platz schließt die Olympische Straße nach Nordwesten ab und bildet gleichzeitig eine großzügig bemessene Zufahrt zum Olympiastadion. Er entstand aus dem Platz vor dem Olympischen Tor des Stadions sowie dem unbenannten Platz an der Einmündung der Straße 21 in die Olympische Straße. | Olympische Platz                                                       |
| Olympische Straße (Lage)                   | 0750                                                   | Olympische Sommerspiele 1936 | 23. Apr. 1936       | Der Teil östlich der Olympischen Brücke hieß seit 1909 Schwarzburgallee nach den thüringischen Fürstentümern Schwarzburg-Rudolstadt und Schwarzburg-Sondershausen. Die Straße verläuft in West-Ost-Richtung zwischen Olympischem Platz und Steubenplatz. Die Straße gehört im Hauptstraßennetz Berlins zur Klasse III (Regionale Straßenverbindung). | Olympische Straße                                                      |
| Ortelsburger Allee (Lage)                  | 0250                                                   | Ortelsburg, Stadt in Ostpreußen, heute Szczytno, in der Woiwodschaft Ermland-Masuren, Polen                                                                                          | bis 1915            | Sie verläuft von der Heerstraße und von der Mohrunger Allee bis zur Tannenbergallee. | Ortelsburger Allee                                                     |
| Passenheimer Straße (Lage)                 | 0700                                                   | Passenheim, Stadt in Ostpreußen, heute Pasym in der Woiwodschaft Ermland-Masuren, Polen                                                                                              | 5. Feb. 1937        | Die vorherigen Namen waren Rominter Allee (1925–1936) und Friedrich-Friesen-Allee (1936–1937). Ein Teil der Friedrich-Friesen-Allee wurde 1937 in Passenheimer Straße umbenannt. 350 Meter der Straße eingeschlossen die Passenheimer Brücke gehören im Hauptstraßennetz Berlins zur Klasse IV (ergänzende Straßenverbindung). | Eingang zum Reiterstadion                                              |
| Pillkaller Allee (Lage)                    | 0270                                                   | Pillkallen, Stadt in der Provinz Ostpreußen, heute Dobrowolsk in der russischen Exklave Kaliningrad                                                                                  | 16. Jan. 1925       | Der erste Name war Straße 13 im Gutsbezirk Heerstraße. Hier liegt ein Abschnitt des Wannseewegs, der als Nummer 11 der 20 grünen Hauptwege Berlins markiert ist, am Georg-Kolbe-Hain entlang. Sie liegt zwischen Sensburger Allee und der nördlichen Nebenfahrbahn der Heerstraße. | Pillkaller Allee                                                       |
| Platanenallee (Lage)                       | 0950                                                   | Platanen, Pflanzengattung | um 1867             | Sie liegt zwischen Reichsstraße (Kirschenallee) und Soorstraße. Der Name wurde möglicherweise nach einer Erstbepflanzung mit einem typischen Straßenbaum gewählt. Sie liegt in einem Viertel um den Branitzer Platz, in dem die Straßen am westlichen Rand der Stadt Charlottenburg als Allee nach Baumarten benannt sind. Die Straße gehört im Hauptstraßennetz Berlins zur Klasse III (regionale Straßenverbindung). | Platanenallee                                                          |
| Pommernallee (Lage)                        | 0100                                                   | Pommern, ehemaliger slawischer Volksstamm im Gebiet der preußischen Provinz | 24. Apr. 1908       | Sie liegt zwischen Ubierstraße/Langobardenallee und der Heerstraße. Südlich der Heerstraße gehört sie zu einem Viertel, in dem die Straßen nach Volksstämmen (im Bereich des Deutschen Kaiserreichs) benannt wurden. Sie liegt zwischen der südlichen Nebenfahrbahn der Heerstraße und der Wandalenallee. Der erste Name war Straße 22, Abt V/1 des Bebauungsplans für Charlottenburg. | Pommernallee                                                           |
| Preußenallee (Lage)                        | 0830                                                   | Preußen, vom Mittelalter bis zum Ende des Zweiten Weltkriegs bestehender Staat | 13. Apr. 1909       | Sie war vorher der südliche Abschnitt der Straße 30 des Bebauungsplans in Westend. Die Preußenallee verlief 1909 nur vom Kaiserdamm bis zum damals namenlosen Steubenplatz. Am 27. Juni 1925 wurde die Braunschweigallee in die Preußenallee einbezogen. Am 27. Januar 1931 wurde ihr nördlicher Teil zwischen Steubenplatz und Spandauer Chaussee (heute: Spandauer Damm) in Bolivarallee umbenannt. Die Straße gehört im Hauptstraßennetz Berlins zur Klasse IV (ergänzende Straßenverbindung). In diesem Viertel um die Reichsstraße sowie die Länderallee sind die Straßen nach den Ländern des am 18. Januar 1871 proklamierten Deutschen Kaiserreichs benannt. In dieser Straße (Ecke Westend- und Oldenburgallee) eröffnete im April 1929 ein Lyzeum, nach seiner Lage auch Westendschule genannt. Der Plan stammt bereits von vor 1914, die Realisierung wurde wegen fehlender Finanzen stets hinausgeschoben. Wegen der inzwischen fast Verdreifachung der Schülerinnenzahl war ein neues Schulgebäude jedoch unumgänglich geworden. Es entstand nach Plänen des Magistratsbaurats Josef Reuters in kurzer Zeit. Die Kosten für Bau und Ausstattung betrugen 1,6 Millionen Mark. | Preußenallee an der Heerstraße                                         |
| Prinz-Friedrich-Karl-Weg (Lage)            | 0760                                                   | Friedrich Karl von Preußen (1893–1917), preußischer Prinz und Reiter, Medaillengewinner bei den Olympischen Spielen 1912                                                             | 23. Apr. 1936       | Die Straße verläuft am Nordrand auf dem Gelände des Sportforums. | Prinz-Friedrich-Karl-Weg                                               |
| Ragniter Allee (Lage)                      | 0150                                                   | Ragnit, Stadt in der Provinz Ostpreußen, heute Neman in der russischen Exklave Kaliningrad                                                                                           | 27. Juni 1925       | Der erste Name war Straße 43 im Gutsbezirk Heerstraße. |                                                                        |
| Ratzeburger Allee (Lage)                   | 0100                                                   | Grafschaft Ratzeburg, Teil des Herzogtums Sachsen-Lauenburg | 17. Mai 1930        | In diesem Viertel sind die Straßen nach den Ländern des am 18. Januar 1871 proklamierten Deutschen Kaiserreichs benannt. | Ratzeburger Allee                                                      |
| Rauschener Allee (Lage)                    | 0150                                                   | Rauschen, Stadt in der Provinz Ostpreußen, heute Swetlogorsk in der russischen Exklave Kaliningrad                                                                                   | 16. Jan. 1925       | Zuerst als Straße 46 nach dem Bebauungsplan angelegt. Sie verbindet die Heerstraße mit der Lyckallee in Nord-Süd-Führung. | Rauschener Allee                                                       |
| Raußendorffplatz (Lage)                    | 0070 × 30                                              | Hugo Raussendorff (1832–1908), Kaufmann und Mäzen | 27. Juni 1925       | Der Platz liegt zwischen Heerstraße, Länder- und Preußenallee. Mit einer Stiftung von mehreren Millionen Mark hatten sich Raussendorff und seine Frau Antonie vor allem um Charlottenburg verdient gemacht. | Raußendorffplatz an der Heerstraße                                     |
| Reichsstraße (Lage)                        | 2210                                                   | Deutsches Reich, das am 18. Januar 1871 als konstitutioneller monarchischer Bundesstaat gegründet wurde                                                                              | 8. Dez. 1906        | Die Straße liegt zwischen Spandauer Damm und der Nordwestecke des Theodor-Heuss-Platzes. Der erste Name war Straße 7a des Bebauungsplans Westend. Die gesamte Länge der Straße gehört im Hauptstraßennetz Berlins zur Klasse II (übergeordnete Straßenverbindung). | Reichsstraße vom Theodor-Heuss-Platz                                   |
| Reußallee (Lage)                           | 0140                                                   | Reuß jüngere Linie und Reuß ältere Linie, zwei ehemalige deutsche Fürstentümer und Bundesstaaten                                                                                     | 19. Apr. 1918       | Die kurze Straße liegt zwischen Gotha- und Altenburger Allee. Der erste Name war Straße 35g des Bebauungsplans in Westend. In diesem Viertel sind die Straßen nach den Ländern des am 18. Januar 1871 proklamierten Deutschen Kaiserreichs benannt. | Reußallee                                                              |
| Rognitzstraße (Lage)                       | 0350                                                   | Alt-Rognitz, Ort in Böhmen im ehemaligen Landkreis Trautenau, heute Starý Rokytník in der Tschechischen Republik                                                                     | 8. Dez. 1906        | Die ersten Namen waren Straßen 37, 34, 34a und 34b, Abt. V des Bebauungsplans. Der Verkehrsweg wurde 40 Jahre nach dem Gefecht bei Alt-Rognitz benannt. Im Jahr 1912 verlief die Rognitzstraße vom Friedhof II der Luisen-Gemeinde nur bis zum Kaiserdamm. 1915 war sie bereits bis zur Neuen Kantstraße eingezeichnet. Im Jahr 1918 wurde ihre Verlängerung, die Straße 15, bis über die Neue Kantstraße zur damaligen Westendallee ebenso benannt. Sie führte bis zur Bezirksgrenze Wilmersdorf. Am 11. März 1937 wurde der nördliche Abschnitt der Rognitzstraße vom Spandauer Berg bis zum Luisenkirchhof II in Lerschpfad umbenannt. | Rognitzstraße · Epiphanienkirche an der Rognitzstraße                  |
| Rominter Allee (Lage)                      | 1130                                                   | Rominten, Stadt in der Provinz Ostpreußen, heute Krasnolessje in der russischen Exklave Kaliningrad                                                                                  | 23. Apr. 1936       | Der erste Name war Straße 21 des Bebauungsplans. Die heutige Rominter Allee ist eine Neubenennung, denn die heutige Passenheimer Straße trug bis 23. April 1936 diesen Namen. Die Straße gehört im Hauptstraßennetz Berlins zur Klasse IV (ergänzende Straßenverbindung). | Rominter Allee                                                         |
| Rossitter Platz (Lage)                     | 0060 × 50                                              | Rossitten, Stadt auf der Kurischen Nehrung in der Provinz Ostpreußen, heute Rybatschi in der russischen Exklave Kaliningrad                                                          | 23. Apr. 1936       | Der Platz bildet den Zugang zum U-Bahnhof Olympia-Stadion. | Rossitter Platz                                                        |
| Rossitter Weg (Lage)                       | 0170                                                   | Rossitten, Stadt auf der Kurischen Nehrung in der Provinz Ostpreußen, heute Rybatschi in der russischen Exklave Kaliningrad                                                          | 23. Apr. 1936       | Der Weg verläuft von Rossitter Platz und von der Rominter Allee bis zum Olympischen Platz. | Rossitter Weg                                                          |
| Rottannenweg (Lage)                        | 0240                                                   | Rottannen, Pflanzenart | 16. Aug. 1928       | Der erste Name war Straße G 5 des Bebauungsplans. Er liegt in der Ortslage Eichkamp. | Rottannenweg                                                           |
| Rüsternallee (Lage)                        | 0960                                                   | Rüstern, Pflanzengattung | um 1867             | Die Straße liegt in einem kurzen Bogen nach Nord zwischen Reichsstraße / Ratzeburger Allee und Ahornallee. Sie liegt in einem Viertel um den Branitzer Platz, in dem die Straßen am westlichen Rand der Stadt Charlottenburg als Allee nach Baumarten benannt sind. | Ehemaliges Paulinen-Krankenhaus, Rüsternallee                          |
| Ruhwaldweg (Lage)                          | 1520                                                   | zum Ruhwaldgelände | 27. Jan. 1955       | Der vorherige Name war (Alter) Fürstenbrunner Weg (nach 1912–1955) nach dem Zugang zur Fürstenquelle. Der Ruhwaldweg erschließt am nördlichen Rand unterhalb der Kante der Teltow-Platte die Gartenkolonien am Ruhwald, die auf Höhe der Spree liegen. Die Trasse des Ruhwaldweges führte durch die Bahnstrecke in der Nähe des Bahnhofs Siemensstadt-Fürstenbrunn. Mit dem Stilllegen des S-Bahnverkehrs und wegen des Neubaus der Schnellfahrstrecke im Zuge der Hamburger Bahn wurde die Straßenführung ersatzlos unterbrochen. So führt ein westlicher Abschnitt vom Spandauer Damm / Nähe Wiesendamm zwischen Ruhwald-Kolonien / Ruhwald-Park und den entlang der Bahnstrecke liegenden Kleingartenkolonien zur Bahnstrecke und andererseits ein östlicher Abschnitt vom Fürstenbrunner Weg (Rohrdammbrücke) westwärts. Der letztere liegt nördlich der Bahnstrecke und erreicht beispielsweise den Bezirksverband der Kleingärtner Charlottenburg. Südlich an der Bahnstrecke führt eine (unbefestigte) Fahrbahn (‚Quellenweg‘) als Anschluss zur KGA ‚Spreegrund Süd‘ und ‚Westend‘ weiter, endet jedoch nach 350 Metern an einem Bahngrundstück für die öffentliche Nutzung. Etwas höher am Hang liegt dazu parallel der ‚Höhenweg‘, ein Privatweg der Ruhwald-Kolonien-Vereine, der zum Fürstenbrunner Weg führt und wegen der eingefügten Treppen nur für Fußgänger geeignet ist. Nach der Karte im Adressbuch 1915 führte ab Höhe Siemenssteg (heute: Rohrdammbrücke) am Bahnhof Fürstenbrunn der Fürstenbrunner Weg in der Trasse des heutigen Ruhwaldwegs weiter zum Spandauer Berg. | Ruhwaldweg am Fürstenbrunner Weg                                       |
| Sarkauer Allee (Lage)                      | 0130                                                   | Sarkau, Stadt auf der Kurischen Nehrung in der Provinz Ostpreußen, heute Lesnoi in der russischen Exklave Kaliningrad                                                                | 26. Juli 1927       | Der erste Name war Straße 3 im Gutsbezirk Heerstraße. | Sarkauer Allee                                                         |
| Schaumburgallee (Lage)                     | 0250                                                   | Fürstentum Schaumburg-Lippe, ein Bundesstaat im Deutschen Kaiserreich 1871–1918 | 13. Apr. 1909       | In diesem Viertel sind die Straßen nach den Ländern des am 18. Januar 1871 proklamierten Deutschen Kaiserreichs benannt. Sie liegt zwischen Westendallee und Reichsstraße. Vorher Straße 33c des Bebauungsplans für Westend. | Schaumburgallee                                                        |
| Schenckendorffplatz (*) (Lage)             | 0200 × 165                                             | Emil von Schenckendorff (1837–1915), Reformpädagoge, Politiker und Förderer der Sportbewegung                                                                                        | um 2001             | Der Platz liegt auf dem Gelände des Sportforums zwischen der Hanns-Braun-Straße und dem Hockey-Olympiastadion. Der mehrgliedrige Rasen- und Kunstrasenplatz wird von der Profi-Mannschaft von Hertha BSC zum Training genutzt. Die Sportflächen wurden im Jahr 2001 vollständig erneuert und erhielten sogar teilweise eine Rasenheizung. Der Platz ist im amtlichen Straßenverzeichnis unter der Nummer 16919 aufgenommen. | Schenkendorffplatz                                                     |
| Schirwindter Allee (Lage)                  | 0600                                                   | Schirwindt, Stadt in der Provinz Ostpreußen, heute Kutusowo in der russischen Exklave Kaliningrad                                                                                    | 27. Juni 1925       | Der erste Name war Straße 7 im Gutsbezirk Heerstraße. Am 26. Juli 1927 wurde die Schreibweise von Schirwinder Allee in Schirwindter Allee korrigiert. | Schirwindter Allee                                                     |
| Scholzplatz (Lage)                         | 0180 × 130 (ovale Form)                                | Ernst Scholz (1874–1932), Jurist, Politiker, Oberbürgermeister von Charlottenburg | 23. Jan. 1932       | Der Platz wird begrenzt durch die Straßen Am Postfenn, Heerstraße und Schirwindter Allee. In der Nähe befindet sich der Sendemast Scholzplatz. Die Straße am Platz gehört mit 40 Metern im Hauptstraßennetz Berlins zur Klasse IV (ergänzende Straßenverbindung). | Scholzplatz                                                            |
| Scottweg (Lage)                            | 0840                                                   | Walter Scott (1771–1832), britischer Schriftsteller | 25. Okt. 1955       | Der erste Name war Straße 42a in der britischen Siedlung. | Scottweg                                                               |
| Sensburger Allee (Lage)                    | 0720                                                   | Sensburg, Stadt in der Provinz Ostpreußen, heute Mrągowo in Polen | 16. Jan. 1925       | Der erste Name war Straße 17 des Bebauungsplans im Gutsbezirk Heerstraße. In der Sensburger Allee 25 hat das Georg-Kolbe-Museum sein Domizil. | Kolbemuseum                                                            |
| Shawweg (Lage)                             | 0080                                                   | George Bernard Shaw (1856–1950), irischer Dramatiker | 15. Dez. 1959       | Der Weg geht von der Heerstraße ab. | Shawweg                                                                |
| Silingenweg (Lage)                         | 0080                                                   | Silingen, ostgermanischer Teilstamm der Vandalen | 6. März 1936        | Der erste Name war Straße 23f. Der Weg ist eine Sackgasse. | Silingenweg, Blick in die Sackgasse                                    |
| Skirenweg (Lage)                           | 0100                                                   | Skiren, ostgermanischer Stamm | 6. März 1936        | Der erste Name war Straße 23g. | Skirenweg                                                              |
| Soldauer Allee (Lage)                      | 0400                                                   | Soldau, Stadt in Ostpreußen, heute Działdowo in der Woiwodschaft Ermland-Masuren, Polen                                                                                              | 16. Jan. 1925       | Der erste Name war Straße 36 im Gutsbezirk Heerstraße. Am 23. März 1925 wurde die Verlängerung, die Straße 37 ebenso benannt. Anlass der Benennung war die Patenschaft zwischen Charlottenburg und Soldau, das während des Ersten Weltkriegs schwer zerstört wurde. Sie liegt in der Ortslage Siedlung Heerstraße. | Soldauer Allee                                                         |
| Soldauer Platz (Lage)                      | 0070 × 50 (Trapezform)                                 | Soldau, Stadt in Ostpreußen, heute Działdowo in der Woiwodschaft Ermland-Masuren, Polen                                                                                              | 8. Aug. 1921        | Der Soldauer Platz bildet im mittleren Bereich der Soldauer Allee einen Verzweigungspunkt. Von hier gehen die Lötzener Allee und Neidenburger Allee südwärts ab, während die Soldauer Allee die nordöstliche Begrenzung des Platzes bildet. Er liegt in der Ortslage Siedlung Heerstraße. | Soldauer Platz                                                         |
| Sonnenhof (Lage)                           | 0030 × 20                                              | Sonne | 16. Aug. 1928       | Der erste Name war Platz B. Er liegt in der Siedlung Eichkamp zwischen Bläulingsweg und Rottannenweg. | Sonnenhof                                                              |
| Soorstraße (Lage)                          | 1290                                                   | Soor, Ort in Böhmen im Landkreis Trautenau, heute Hajnice in Tschechien | 30. Juli 1897       | Sie entstand als Straße 36 des Bebauungsplans. Die Straßenbenennung erfolgte nach dem Gefecht bei Soor und Alt-Rognitz im Deutsch-Österreichischen Krieg 1866. Auf der Karte von 1915 war die Soorstraße vom Spandauer Damm bis über die Masurenallee eingezeichnet. Ihre Verlängerung, die Straßen 32 o und 17 a bis über den ehemaligen Scholzplatz auf dem heutigen Messegelände zum damaligen Verlauf der Westendallee, wurde 1918 ebenso benannt. An ihrem südlichen Ende lag der Soorplatz. Bereits auf der Karte vom Sommer 1930 war sie verkürzt in ihrem heutigen Verlauf eingezeichnet. Die zwischen Soor- und Königin-Elisabeth-Straße liegenden Kasernen entstanden 1896 für das Königin Elisabeth Garde-Grenadier-Regiment Nr. 3, das hier bis 1918 stationiert war. Nach dessen Auflösung wurde sie Polizeiunterkunft. Ein Gebäude wird seit 1952 vom Technischen Hilfswerk benutzt (siehe Bild). | Soorstraße THW                                                         |
| Spandauer Damm (Lage)                      | 2510 (im Ortsteil)                                     | Bezirk Spandau, Richtung | 30. März 1950       | Die vorherigen Namen waren Weg nach Spandau (vor 1767 bis nach 1777), Straße von Spandau (nach 1777 bis nach 1893), Am Spandauer Berg und Spandauer Berg (vor 1859–1950) und Spandauer Chaussee (um 1900–1950). Ein Teil der Straße verläuft im Ortsteil Charlottenburg. Im Ortsteil gehören 2510 Meter der Straße im Hauptstraßennetz Berlins zur Klasse II (Übergeordnete Straßenverbindung). | Pavillon an der Ecke Fürstenbrunner Weg · Ruinen des „Spandauer Bocks“ |
| Sportforumstraße (Lage)                    | 0230 + 240                                             | Deutsches Sportforum auf dem Olympiagelände | 23. Apr. 1936       | Ein Teil der Straße liegt am Olympischen Platz, ein weiterer Teil auf dem Gelände des Sportforums. | Sportforumstraße · Sportforumstraße                                    |
| Spreetalallee (Lage)                       | 0540                                                   | Spree, zu der die Straße talwärts verläuft | um 1898             | Diese in Nord-Süd-Richtung geführte Straße mit einem leichten Knick etwa auf halber Länge liegt zwischen Spandauer Damm und Ruhwaldweg am Ostrand des Parks ‚Ruhwald‘. Als Straßenbelag der 10 Meter breiten Straße besitzt sie Kleinkopfsteinpflaster und davon an der Ostseite einen 1,50 Meter breiten Gehweg mit abgestuften Flächen (zwei Meter lang), zwischen beiden eine Regenabflussrinne und die Kanalisation in der Straßenmitte. Zur Spreetalallee gehören die westlichen Grundstücke 1–3b (fortlaufend), sowie 5 und 4–12 (gerade an der Ostseite). 1 (auch Spandauer Damm 212), 1e, 2 sind bebaut, 3 und 3a ist ein Spielplatz. Das Gebäude 3b steht im Ruhwald-Park und die weiteren Grundstücke (5 und 4, 6, 8, 10, 12) gehören zur KGA ‚Ruhwald‘. Die Straße besitzt durch die Lage an der Nordflanke der Teltowplatte auf ihre Länge ein Gefälle vom Spandauer Damm (58,2 m ü. NN) zum Ruhwaldweg (41 m ü. NN) von 17 Metern auf 540 Meter und ist nicht für den Verkehr (Zeichen 250) (Anlieger frei: Zeichen 1020-30) zugelassen, zudem als Sackgasse und als 10er Zone ausgewiesen und mit dem Schild 101 (Gefahrstelle) und Zusatzschild Straßenschäden markiert. Vom Ruhwaldweg her sind neben dem Verkehrsverbotsschild (Anlieger frei) zudem Absperrschranke (600) und zwei Absperrpfosten aufgestellt. | Spreetalallee am Spandauer Damm                                        |
| Stallupöner Allee (Lage)                   | 0650                                                   | Stallupönen, Stadt in der Provinz Ostpreußen, heute Nesterow in der russischen Exklave Kaliningrad                                                                                   | 31. Dez. 1923       | Der erste Name war Straße 41a des Bebauungsplans im Gutsbezirk Heerstraße. | Stallupöner Allee                                                      |
| Stendelweg (Lage)                          | 0560                                                   | Karl Stendel (1851–1938), Charlottenburger Kommunalpolitiker | 16. Aug. 1928       | Der erste Name war Straße 53 in der Siedlung Ruhleben. | Stendelweg                                                             |
| Steubenplatz (Lage)                        | 0100 × 40                                              | Baron Friedrich Wilhelm von Steuben (1730–1794), deutsch-amerikanischer General | 13. Aug. 1930       | Der Platz liegt im Lauf der Reichsstraße an deren Kreuzung mit der (nördlichen) Bolivar- und (südlichen) Preußenallee, nach Westen liegt die Olympische Straße. Der erste Name war Platz R-V-5. Der Platz mit den anliegenden 260 Meter Hauptstraßen gehört im Hauptstraßennetz Berlins zur Klasse IV (ergänzende Straßenverbindung). | Stallupöner Allee                                                      |
| Stormstraße (Lage)                         | 0180                                                   | Theodor Storm (1817–1888), Schriftsteller und Lyriker | 8. Dez. 1906        | Der erste Name war Straße 24 des Bebauungsplans in Westend. | Stormstraße                                                            |
| Stülpnagelstraße (Lage)                    | 0220                                                   | Wolf Louis Anton Ferdinand von Stülpnagel (1813–1885), preußischer General | 1. Jan. 1907        | Vorher war sie ein Teil der Straße 35a, Abt. V/1 des Bebauungsplans. | Stülpnagelstraße                                                       |
| Stuhmer Allee (Lage)                       | 0320                                                   | Stuhm, Stadt in Ostpreußen, heute Sztum in der Woiwodschaft Pommern, Polen | 31. Dez. 1923       | Die Straße verläuft von der Mohrunger Allee bis zur Heilsberger Allee. | Stuhmer Allee                                                          |
| Südtorweg (Lage)                           | 0440                                                   | Zugang zum Südtor des Olympiastadions | 23. Apr. 1936       | Der Weg geht vom Gutsmuthsweg in westliche Richtung ab und verläuft auf dem Gelände der Olympiaanlage. Er wird am 1. Oktober 2024 in Carl-Schuhmann-Weg nach dem vierfachen Olympiasieger von 1896 Carl Schuhmann umbenannt. | Südtorweg                                                              |
| Swiftweg (Lage)                            | 0110                                                   | Jonathan Swift (1667–1745), irischer Schriftsteller | 25. Okt. 1955       | Der Swiftweg ist eine Querstraße zwischen dem Scottweg und dem Dickensweg. Er hieß ursprünglich Straße 43 und liegt in der Wohnsiedlung, die bis zum Abzug der Alliierten von britischen Offiziersfamilien bewohnt wurde. | Swiftweg                                                               |
| Tannenbergallee (Lage)                     | 0740                                                   | Schlacht bei Tannenberg (1914), heute Stębark in Masuren, Woiwodschaft Ermland-Masuren, Polen                                                                                        | bis Dez. 1914       | Sie verbindet die Johannisburger Allee mit der Kreuzung Insterburgallee/Teufelsseestraße in West-Ost-Richtung. | Tannenbergallee                                                        |
| Tapiauer Allee (Lage)                      | 0260                                                   | Tapiau, Stadt in der Provinz Ostpreußen, heute Gwardeisk in der russischen Exklave Kaliningrad                                                                                       | 26. Juli 1921       | Der erste Name war Straße 45a in früheren Gutsbezirk Heerstraße. | Taiauer Allee                                                          |
| Teufelsseestraße (Lage)                    | 0480                                                   | in der Nähe gelegener Teufelssee | nach 1914           | Sie geht von der Heerstraße (Nordost) ab und führt bis zur Waldschulallee. Dort setzt sie sich als Teufelsseechaussee im Ortsteil Berlin-Grunewald fort. | Teufelsseestraße                                                       |
| Tharauer Allee (Lage)                      | 0450                                                   | Tharau, Stadt in der Provinz Ostpreußen, heute Wladimirowo in der russischen Exklave Kaliningrad                                                                                     | 21. Aug. 1958       | Die ersten Namen waren Straße 2 und Straße 2a des Bebauungsplans. | Tharauer Allee                                                         |
| Theodor-Heuss-Platz (Lage)                 | 0200 × 160 (ovale Form)                                | Theodor Heuss (1884–1963), deutscher Bundespräsident | 18. Dez. 1963       | Die vorherigen Namen waren Reichskanzlerplatz (um 1906–1933 und 1947–1963) sowie Adolf-Hitler-Platz (1933–1945). 460 Meter der Straßen am Platz sind Bundesstraße (zur B 2 und B 5) und gehören im Straßennetz Berlins zur Klasse I (großräumige Straßenverbindung). | Theodor-Heuss-Platz                                                    |
| Thüringerallee (Lage)                      | 0290                                                   | Thüringer, westgermanischer Stamm | 13. Apr. 1909       | Der erste Name war Straße 3, Abt. V des Bebauungsplans. Die Straße liegt zwischen Masuren- und Langobardenallee und führt indirekt weiter über das Messegelände zur Wandalenallee. Südlich der Heerstraße gehört sie zu einem Viertel, in dem die Straßen nach germanischen Volksstämmen benannt wurden. Sie liegt zwischen der südlichen Nebenfahrbahn der Heerstraße und der Wandalenallee. | Thüringer Allee                                                        |
| Trakehner Allee (Lage)                     | 0730                                                   | Trakehnen, Dorf in der Provinz Ostpreußen, bekannt durch seine Pferdezucht; heute Jasnaja Poljana in der russischen Exklave Kaliningrad                                              | ab 1923             | Der erste Name war Straße 18 des Bebauungsplans im Gutsbezirk Heerstraße. Nördlich von Trakehnen befand sich das Hauptgestüt Trakehnen. Die Straße gehört im Hauptstraßennetz Berlins zur Klasse III (regionale Straßenverbindung). | S-Bahneingang an der Trakehner Allee                                   |
| Ubierstraße (Lage)                         | 0130                                                   | Ubier, westgermanisches Volk | 6. März 1936        | Der vorherige Name war Salierallee (1918–1936) nach dem ostfränkischen Adelsgeschlecht der Salier. Die Straße verläuft von der Wandalenallee leicht nordostwärts und geht in den Karolingerplatz über. Südlich der Heerstraße gehört sie zu einem Viertel, in dem die Straßen nach germanischen Volksstämmen benannt wurden. Sie liegt zwischen der südlichen Nebenfahrbahn der Heerstraße und der Wandalenallee. | Ubierstraße                                                            |
| Ulmenallee (Lage)                          | 1000                                                   | Ulmen, Pflanzengattung in der Familie der Ulmengewächse | um 1867             | Der Name erfolgte nach einem typischen Straßenbaum, der möglicherweise der Erstbepflanzung mit Ulmen diente. Die Straße liegt zwischen Ahorn- und Bolivarallee, gegenüber der Altenburger Allee. Sie gehört zu einem Viertel um den Branitzer Platz, in dem die Straßen am westlichen Rand der Stadt Charlottenburg als Allee nach Baumarten benannt sind. | Ulmenallee                                                             |
| Wacholderweg (Lage)                        | 0150                                                   | Wacholder, Pflanzengattung aus der Familie der Zypressengewächse | 31. Dez. 1923       | Der erste Name war Straße 25 in Gutsbezirk Heerstraße. | Wacholderweg                                                           |
| Waldschulallee (Lage)                      | 1270 (im Ortsteil)                                     | hier gelegene Waldschule | 16. Jan. 1925       | Der erste Name war Straße 30 in der ehemaligen Beamtensiedlung am Bahnhof Heerstraße. Am 13. Juli 1934 wurde ein Teil des Eichkatzwegs mit einbezogen. Die Straße verläuft von der Eichkampstraße bis zur Teufelsseestraße. Sie liegt in der Ortslage Eichkamp. | TU-Sportzentrum in der Waldschulallee                                  |
| Wandalenallee (Lage)                       | 0650                                                   | Wandalen, germanisches Volk | 6. März 1936        | Sie liegt zwischen Silingenweg und über die Ubierstraße ans Messegelände. Der erste Name war Straße 23d des Bebauungsplans. Am 7. August 1998 wurde das Teilstück zwischen Jafféstraße und Silingenweg einbezogen. Südlich der Heerstraße gehört sie zu einem Viertel, in dem die Straßen nach germanischen Volksstämmen benannt wurden. | Wandalenallee                                                          |
| Warnenweg (Lage)                           | 0230                                                   | Warnen, germanischer Volksstamm | 6. März 1936        | Der erste Name war Straße 23e des Bebauungsplans. | Warnenweg                                                              |
| Westendallee (Lage)                        | 1350                                                   | Berlin-Westend | 6. Mai 1909         | Der erste Name war Straße 16 des Bebauungsplans in Westend. Ursprünglich verlief die Westendallee von der Reichsstraße über den Kaiserdamm (heute: Heerstraße) bis zum südlichen Ende der Rognitzstraße. Zwischen 1925 und 1930 wurde sie durch Baumaßnahmen, u. a. am Messegelände, erheblich verkürzt. Zwischen Brixplatz und Olympischer Straße liegt ein Abschnitt des Wannseewegs, der als Nummer 11 der 20 grünen Hauptwege Berlins markiert ist. | Westendallee                                                           |
| Wiesendamm (Lage)                          | 0360 (im Ortsteil)                                     | Ruhlebener Wiesengelände | ab 1911             | Die Straße bildet die Grenze zum Ortsteil Spandau, in dem auch der größere Teil liegt. |                                                                        |
| Willenberger Pfad (Lage)                   | 0180                                                   | Willenberg, Stadt in Ostpreußen, heute Wielbark, in der Woiwodschaft Ermland-Masuren, Polen                                                                                          | 28. Sep. 1935       | Diese Straße ist im Bebauungsplan als Straße 42 und Straße 57 der „Siedlung An der Heerstraße“ trassiert. Diese Ortslage Siedlung Heerstraße wurde auf dem Gutsbezirk Heerstraße errichtet. | Willenberger Pfad                                                      |
| Wurfplatz (Lage)                           | 0125 × 110 (mit Tribünen)                              | Speer-, Hammer- oder Diskuswurf | 1936                | Der Wurfplatz mit dem Olympiapark-Amateurstadion liegt südlich der Hanns-Braun-Straße und westlich des Hanns-Braun-Platzes. Er ist Bestandteil des Deutschen Sportforums. |                                                                        |
| Württembergallee (Lage)                    | 0610                                                   | Königreich Württemberg | 24. Apr. 1908       | Die Allee liegt zwischen Preußenallee und nördlicher Nebenfahrbahn der Heerstraße. Der erste Name war Straße 27a des Bebauungsplans. In diesem Viertel sind Straßen nach den Ländern des Deutschen Kaiserreichs benannt. | Württembergallee                                                       |
| Zikadenweg (Lage)                          | 0700                                                   | Zikaden, Insektenart | 13. Mai 1929        | Der erste Name war Straße G 7. Er liegt in der Ortslage Eichkamp. | Zikadenweg                                                             |

## Vormalige Straßen und Plätze
In der Übersicht eingebettete Angaben zu vormaligen Straßennamen oder gelöschten Straßen werden hier nur bei entsprechender Relevanz mit aufgeführt. Diese Tabelle enthält weiterführende Erklärungen und Ergänzungen zu eingezogenen oder umbenannten Straßen. Die Straßen nach Bebauungsplan und nummerierte Straßen sind nicht in dieser Liste aufgenommen und nur in den Anmerkungen zur besseren Orientierung erwähnt.
Die Villenkolonie im Westen Charlottenburgs war am 1. Mai 1866 durch die Kommandit-Genossenschaft auf Aktien für das wohlhabende Charlottenburger Bürgertum auf dem Gelände des Spandauer Berges nach dem Vorbild des vornehmen Londoner Stadtteils Westend gegründet worden. Im Jahre 1878 wurde Westend der Stadt Charlottenburg angeschlossen. Der Erschließung förderlich war die 1879 bis zum Gasthaus Spandauer Bock verlängerte Berliner Pferde-Eisenbahn. Die vorwiegend mit dem Zusatz „*-allee“ benannten Straßen nennen die Adressbücher anfangs wie bei 1870 unter dem Gesamteintrag „Westend“, für Charlottenburg unter der zusammengefassten Angabe „Westend“, worauf die Straßen folgen. ab 1899 wird Westend als Stadtbezirk der Stadt Charlottenburg geführt. Die projektierte Trassierung der Alleen der Villenkolonie („Alt-Westend“) südlich der Spandauer Chaussee wurde nicht vollendet. Im Süden entstand die neue Straßenführung von Neu-Westend, wofür aus nationaler Gesinnung Straßennamen nach Bundesländern des 1871 begründeten Kaiserreichs gewählt wurden. Zum Verwaltungsbezirk Charlottenburg kam der Gutsbezirk An der Heerstraße und er liegt somit (teilweise) mit seinen Straßen im heutigen Ortsteil Westend.
Nach Bebauungsplan waren folgende Plätze mit Buchstaben für Westend projektiert: Platz A (→ Fürstenplatz), Platz B (→ Theodor-Heuss-Platz), Platz D (→ eingezogener Scholzplatz), Platz E (→ Theodor-Heuss-Platz), Platz F(→ Brixplatz), Platz J (→ Luisenkirchhof II).
Auf einer Karte von 1946 finden sich Straßennamen, die als provisorisch markiert sind. Im Zusammenhang mit Umbenennung von Straßennamen der NS-Zeit (Stand: 1943) ist darauf die Spandauer Chaussee als Graf-Kessler-Straße eingetragen. Der Vorschlag bezieht sich auf Harry Graf Kessler wurde jedoch im März 1950 nicht umgesetzt. Der gesamte Straßenzug wurde Spandauer Damm benannt. Für den Adolf-Hitler-Platz war die Bezeichnung aus der Vorkriegszeit vorgeschlagen: Reichskanzlerplatz, die amtlich bestätigt wurde, bevor 1963 dieser Platz in Theodor-Heuss-Platz benannt wurde.
| Vormals                                 | von           | bis           | umbenannt in (aktueller Name)                                | Namensherkunft | Anmerkungen |
| --------------------------------------- | ------------- | ------------- | ------------------------------------------------------------ | --- | --- |
| Ahornplatz                              | vor 1874      | 1995          | →entfallen                                                   | Ahorn mit Bezug zur Ahornallee | 1874 ist er im Plan der Stadt Charlottenburg namentlich eingezeichnet, der Platz ist mit der Ahornallee an deren Kreuzung mit der Nußbaumallee um 1867 benannt worden. In der Villenkolonie Westend waren an den „Allee“kreuzungen mehrere Plätze vorgesehen. Noch 1961 ist auf der Karte der Ahornplatz mit einem begrünten Rondell benannt eingezeichnet. Der dreieckige Platz mit 90 Metern Länge entlang der Ahornallee und 60 Metern quer hat eine südliche und eine nördliche Zufahrt zur Nußbaumallee. Der Platz verlor um 1995 seinen (wohl nie gewidmeten) Namen. Einträge im Adressbuch fehlen, da keine Grundstücke zugeordnet waren. |
| Albert-Berner-Straße                    | 21. Apr. 1933 | Mai 1945      | →nicht ausgeführt                                            | Albert Friedrich Berner (1818–1907), deutscher Strafrechtswissenschaftler | Sie ging als Sackgasse von der Riehlstraße ab. 1913 ist sie im Adreßbuch Berlins erstmals aufgenommen, aber für 1914 nicht mehr ausgewiesen. |
| Allensteinallee                         | 1925          | vor 1932      | →gelöscht                                                    | Allenstein. In jener Gegend tobten zwei Schlachten im Ersten Weltkrieg. | Die Straße war zwischen Tannenbergallee und An der Heerstraße im Stadtplan eingetragen (parallel zur Ortelsburger Allee), die Verlängerung ist die Pillkaller Allee. Auf der Karte vom Januar 1925 war ihre Trasse ohne Bezeichnung eingetragen und im Nachweiser für die Berliner Straßen vom September 1925 war die Straße ausgewiesen. Der Name wurde zwischen Sommer 1930 und August 1932 gelöscht. Heute befinden sich an der (damals geplanten) Trasse gegenüber einer Parkfläche Wohnhäuser, deren Grundstücke den Querstraßen zugeordnet sind. |
| Alter Fürstenbrunner Weg                | nach 1912     | 27. Jan. 1955 | →Fürstenbrunner Weg, westlich der Rohrdammbrücke →Ruhwaldweg | Fürstenbrunn an der Spree (Ortslage um die Mineralquelle südlich der Straße) | Der Fürstenbrunner Weg verband die Ortslage „Fürstenbrunn an der Spree“ zur Stadt Spandau am Spandauer Bock (an der Ecke Spandauer/Wiesendamm) und zur Stadt Charlottenburg durch den Güterbahnhof Charlottenburg zunächst an die Sophie-Charlotten-Straße. In Ergänzung zum Alten Fürstenbrunner Weg wurde westlich vom Bahnring (als Fortsetzung des Rohrdamms von Siemensstadt her) der Neue Fürstenbrunner Weg angelegt, die Unterbrückung des Güterbahnhofs entfiel. Im Adressbuch 1912 ist der Fürstenbrunner Weg zwischen Spandauer Berg über Hamburger und der Lehrter Eisenbahn und zum Spandauer Berg verzeichnet. Offensichtlich ist allerdings die Unterteilung des Fürstenbrunner Wegs in den Ost-West-Ast („Alter“) und den Nord-Süd-Ast (Neuer) nicht durchgehend einheitlich gehandhabt worden. |
| Biedermeierweg                          | 16. Aug. 1928 | 26. Nov. 1959 | →Biedermannweg                                               | Biedermeier, Zeitspanne von 1815 (Wiener Kongress) bis 1848 (bürgerliche Revolution) | In der Siedlung Ruhleben wurde die Straße 54 1928 benannt, 1926 ist die Trasse noch unbenannt bereits in der Karte eingetragen. Im Adressbuch 1929 ist noch die Straße 54 aufgeführt, allerdings mit dem Hinweis: „Bei Drucklegung in Biedermeierweg umbenannt“. 1943 ist die Straße bebaut. Die Biedermeierzeit steht für zurückgezogenes, spießbürgerliches Verhalten, die Namensanpassung 1959 ehrte Gustav Biedermann (1878–1957) einen der Förderer der Ruhlebener Kleinsiedlung. |
| Birkenallee                             | um 1867       | um 1910       | →eingezogen                                                  | Birke, Laubbaum wie die umgebenden „-alleen“ | Die Birkenallee war auf der Karte von 1884 parallel zur Platanenallee von der Eschen- zur Ahornallee eingezeichnet. Nach der Karte von 1893 ist es die südlichste benannte West-Ost-Straße von Neu-Westend. Der Straßenzug wurde zugunsten von mehreren kleinen Straßen im Winkel Linden-/ Ahornallee mit der (1893 hier nicht trassierten) Reichsstraße eingezogen. Die Berliner Adressbücher 1900 bis 1910 nennen die Westender „-alleen“ nicht. |
| Braunschweigallee                       | um 1909       | 27. Juni 1925 | →Bolivarallee                                                | Herzogtum Braunschweig | Die Straße 30 des Bebauungsplanes für Neu-Westend ist im Adreßbuch Berlins von 1910 erstmals ausgewiesen. Sie verlief 1909 vom damals noch nicht benannten Steubenplatz zur damaligen Spandauer Chaussee. Im Viertel südlich der Reichsstraße und um deren Norden sind die Straßennamen nach Ländern des am 18. Januar 1871 in Versailles proklamierten Deutschen Kaiserreiches vertreten. 1925 wurde die unbebaute Braunschweigallee am U-Bahnhof Neu-Westend (Steubenplatz) an die Preußenallee angeschlossen und 1931 in dieser Trasse als Bolivarallee benannt. |
| Buchenweg                               | um 1920       | 30. März 1950 | →Maikäferpfad                                                | Buche, Laubbaum | Der Weg entstand mit der Siedlung Eichkamp im Westen des Ortsteils. Im Stadtplan Berlins von 1920 war der Weg noch nicht und im Adreßbuch Berlins von 1921 ist er ausgewiesen. Der Eichkamp gehörte anfangs zum Gutsbezirk Grunewald Forst und kam 1920 zum Verwaltungsbezirk Wilmersdorf bis zur Bezirksreform von 1938. Die Umbenennung in Maikäferpfad in Charlottenburg erfolgte 1950, dagegen blieb der Name Buchenweg in Spandau erhalten. Die anliegende Gartenkolonie trägt noch den Namen „KGA Buchenweg“. |
| Bundesallee                             | um 1909       | 31. Juli 1950 | →Länderallee                                                 | Norddeutscher Bund | Die Straßen südlich der Reichsstraße (als späterer Bauabschnitt) wurden nach Bundesländern des in Versailles proklamierten Deutschen Kaiserreichs benannt. Die Straße 6a des Bebauungsplanes in Neu-Westend ist in ihrer Richtung der östliche Abschluss des Viertels und wurde erstmals im Adreßbuch Berlins von 1910 genannt. Die Umbenennung 1950 ist mit der Gründung der Bundesrepublik 1949 verbunden, am 18. Juli wurde im Bezirk Wilmersdorf die Kaiser- in Bundesallee benannt. |
| Burgunder Allee                         | 1909          | nach 1932     | entfallen                                                    | Burgund, historische Provinz | Als Straße 23b, Abt. V des Bebauungsplans trassiert verlief die kurze Straße nahe am Bahnhof Heerstraße im Winkel vom Kaiserdamm zum (nicht mehr bestehenden) südlichen Abschnitt der Westendallee. 1910 wurde sie erstmals in Neu-Westend ausgewiesen, der Straßenzug entfiel zwischen August 1932 und Juli 1934 mit der Umgestaltung des Terrains östlich vom S-Bahnhof. |
| Döberitzer Heerstraße An der Heerstraße | vor 1908      | um 1934       | →Heerstraße                                                  | Döberitz, seit 1964 Ortsteil der Gemeinde Dallgow-Döberitz | 1903 bis 1911 wurde die Heerstraße für die Berliner Garnison als direkte Verbindung zwischen Berlin und dem westlich gelegenen Truppenübungsplatz in Döberitz, der 1897 angelegt worden war, durch Pichelsdorf unter Umgehung Spandaus herzustellen. Angeblich soll der gerade Verlauf daher rühren, dass Kaiser Wilhelm II. bei der Planung der Straße den Ausgangspunkt in Berlin und das Ziel in Döberitz auf einer Landkarte mit dem Lineal verbunden hat. Auf der Karte von 1893 verläuft die Fortsetzung der Bismarckstraße westlich vom Sophie-Charlotte-Platz in einer Trasse am Schützenhaus vorbei durch den noch nicht austrassierten Süden der Villenkolonie Westend. Zur Unterscheidung von weiteren Heerstraßen um Berlin wurde wohl der Namenszusatz nötig. Zwischen 1914 und 1920 trug der Gutsbezirk, der 1914 aus dem Gutsbezirk Grunewald-Forst herausgelöst worden war, den Namen Heerstraße. Die Döberitzer Heerstraße ist auf der 1912 publizierten Karte als Fortsetzung des Kaiserdamms ab Höhe Insterburgallee eingezeichnet, 1921 in Neu-Westend vom Bahnhof Heerstraße (Raussendorffplatz, Westendallee) ab. Auf Charlottenburger Gebiet trägt sie auch den Namen An der Heerstraße. Die Namenswahl war wohl mehrdeutig in manchen Karten ist sie bis um 1934 als Döberitzer Heerstraße eingezeichnet ist, sie in Nachweisern für Berlin und Umgebung wird sie An der Heerstraße bezeichnet. 1915 ist im Adressbuch die Heerstraße unter keinem Namen benannt. Auf einer Karte 1947 ist An der Heerstraße zwischen Pichelsberg (Havelchaussee–Glockenturmstraße) über Scholzplatz zur Westendallee, S-Bahnhof Heerstraße eingezeichnet, die Ortslage Heerstraße liegt an deren Südseite gegenüber dem Reichssportfeld. 1954 dann durchgehend in Charlottenburg (Westend) und Spandau (Staaken) als Heerstraße westlich vom Reichskanzlerplatz (→Theodor-Heuss-Platz). |
| Feldstraße                              | vor 1824      | vor 1893      | →Knobelsdorffstraße                                          | führte zum „Charlottenburger Feld“ | Das „Charlottenburger Feld“ lag nach der Karte von 1874 zwischen der heutigen Seelingstraße und dem Königsweg (Wundtstraße). Die Feldstraße ist auf einer Karte von 1824 namentlich parallel zur Potsdamer Straße eingezeichnet, diese kurze Straße lag zwischen (der heutigen) Danckelmann- und der Schloßstraße. Vor der Aufnahme des Verlaufs als „Straße“ wurde seit 1750 und auch noch nach 1824 die Bezeichnung Feldweg genutzt. |
| Graditzer Allee                         | 27. Juni 1925 | 23. Apr. 1936 | →Friedrich-Friesen-Allee                                     | Graditz, Ortsteil von Torgau, seit 1686: Churfürstlich Sächsische Stutterey Graditz | Die Straße 9a lag im früheren Gutsbezirk Heerstraße. Die Graditzer Allee verlief nördlich der Heerstraße in Verlängerung der damaligen Rominter Allee zur heutigen Rominter Allee. Die Straße lag im Bereich der (Pferde-)Rennbahn Grunewald, wodurch sich der Bezug des Namens nach dem sächsischen Gestüt ergibt. |
| Iltisallee                              | nach 1922     | 1924          | →Alte Allee                                                  | Iltisse, nachtaktive Marder | Im Nachweiser für die Berliner Straßen von 1922 war die Iltisallee noch nicht verzeichnet. Sie lag im Südwesten der Siedlung Eichkamp, die im Forst südlich vom vormaligen Exercierplatz entstanden ist. Mit dem Anlegen der Straße wählten die Anlieger einen „naturnahen“ Namen, der zu den umliegenden Wegen passte. Offensichtlich wurde jedoch der in der Trasse am Südwestrand der Försterei (Landjägerei) liegende vom Kronprinzessinenweg abgehende Siedlungsweg, der damals im Ortsteil Grunewald des Verwaltungsbezirks Wilmersdorf lag, amtlich anderslautend benannt. Allerdings ist die Angabe Alte Allee auf der Karte 1926 enthalten, aber auch noch nicht im 1930er Adressbuch. |
| Im Bucheneck                            | Aug. 1925     | um 1952       | →entfallen                                                   | Buche, Laubbaum | Der Weg später als Platz lag in der Siedlung Eichkamp und gehörte anfangs zum Ortsteil Grunewald (Wilmersdorf). Auf der Karte vom Januar 1925 war sie noch nicht eingezeichnet. Im Nachweiser für die Berliner Straßen vom September 1925 wurde sie ausgewiesen. an der Straße Im Eichkamp (Eichkatzweg). Sie lag ab der Straße Im Eichkamp / Ecke Lärchenweg, allerdings ist die Angabe auf Karten nicht ganz einheitlich, so ist die Lage 1943 südwestlich vom Lärchenweg zum Buchenweg angegeben. Im Adressbuch von 1943 ist Im Bucheneck im Verwaltungsbezirk Charlottenburg mit drei Grundstücken vermerkt. 1946 noch als Sackgasse aufgenommen und im Stadtplan Berlins von 1951 noch enthalten, fehlt sie 1954. Sie fiel zwischen 1951 und 1952 fort und die Grundstücke wurden mit der Umbenennung des Buchenwegs neu geordnet. |
| Im Eichkamp                             | um 1921       | 10. Okt. 1936 | →Eichkatzweg                                                 | Revierförsterei im Forst Grunewald | Der Weg verlief am Rande der Siedlung Eichkamp an der „Unterförsterei Eichkamp“. Auf der Karte von 1920 war in diesem Gebiet noch keine Straße eingezeichnet. Im Nachweiser für die Berliner Straßen von 1921 ist die Straße, die im Verwaltungsbezirk Wilmersdorf zum Ortsteil Grunewald gehörte, bereits ausgewiesen. Nach der Karte von 1921 ist Im Eichkamp die „zentrale“ Straße der Siedlung vom Kiefern-, über den Buchen- und Lärchenweg. Die Trasse ist identisch mit dem Eichkatzweg, die Siedlung dehnte sich nach Nord- und Südwest aus. Im Adressbuch ist 1935 der Siedlungsweg nicht eingetragen, Vor der Änderung der Bezirksgrenzen von 1938 ist im Adressbuch 1937 weder der neue noch der alte Straßenname aufgeführt. 1938 ist für Charlottenburg Im Eichkamp mit dem Hinweis auf den Eichkatzweg eingetragen, wobei hier die 79 Grundstücke der Kleinhaussiedlung bebaut und bewohnt sind. |
| Kirchplatz                              | um 1867       | 20. Aug. 1897 | →Branitzer Platz                                             | Für eine Westender Kirche freigehalten | Im Straßenraster Westends waren mehrere Plätze vorgesehen. Zentral an der Kreuzung Kastanien- /Eichenallee war wohl der Bau einer Kirche vorgesehen, was zum Platznamen führte. Im Adressbuch von 1895 ist der „Kirch Platz“ mit der Becker'schen Villa genannt. 1898 ist dann bereits der Branitzer Platz mit der Becker'schen Villa eingetragen (jedoch an die Lindenallee grenzend). |
| Königsplatz                             | um 1867       | vor 1915      | →entfallen                                                   | König, Träger monarchischer Würde | Der König-Platz in der Villenkolonie Westend lag an der Kreuzung Ahorn- und Platanenallee und gehörte zu einigen Plätzen an der Ahornallee, die die Villenkolonie im Osten abgrenzte. Eine Verbindung von der Platanenallee zur Knobelsdorffstraße über einen Platz an der Ahornallee wie seit den 1920er Jahren war anfangs nicht projektiert. Auf der Karte von 1874 war er namentlich eingezeichnet und auch 1893. Auf der Stadtkarte 1960 ist er als runder Platz, jedoch unbenannt eingetragen. Die Benennung des Platzes fiel nach 1914 weg, die runde Form ist auch noch 2015 an den Grundstücksgrenzen an der Kreuzung erkennbar. Im Adressbuch 1905 und noch 1914 ist der Königsplatz (ohne Grundstückszuweisung) aufgeführt, 1915 nicht mehr. |
| Lindenplatz                             | um 1906       | nach 1982     | →Anneliese-und-Georg-Großcurth-Platz                         | Linde, mit dem Bezug zur Lindenallee | In den Stadtplänen Berlins von 1874 und 1884 war dieser Platz zwischen der Ulmen-, Nußbaum- und Lindenallee als Spielplatz angelegt. Im Nachweiser für die Berliner Straßen vom Oktober 1905 noch nicht, ist er im Juni 1906 ausgewiesen. Jedoch war diese Bezeichnung wohl keine ausgeprägte; die Karte 1926 verzeichnet ihn nicht. Noch 1961 im Zug der Lindenallee als begrünte Mittelinsel ist der Lindenplatz benannt eingezeichnet, ist er auf der Karte von 1985 und späteren Plänen noch namenlos vorhanden. Im Jahre 2006 erhielt der begrünte Platz als Mittelinsel der beiden Fahrbahnen der Lindenallee seinen heutigen Namen. |
| Markomannenallee                        | um 1909       | 6. März 1936  | →Merowingerweg                                               | Markomannen, elbgermanisches Volk | Die Straßen des Gutsbezirks Heerstraße südlich der Heerstraße sind nach germanischen Volksstämmen benannt, die Straße 23a der Abt. V des Bebauungsplans wurde um 1909 angelegt und benannt. Sie lag zwischen der Allemannenallee und der Westendallee, diese verlief in den 1910er/1920er Jahren in der Trasse der Jafféstraße entlang der Strecke der „Berlin Hamburger Anschlussbahn“. Auch im Adressbuch 1935 ist sie als unbebaut aufgeführt. Die vorher angrenzende Westendallee wurde mit dem Ausbau des Ausstellungsgeländes (Messegelände am Funkturm) nicht ausgeführt und die Markomannenallee geriet zunächst in Seitenlage, bevor mit der südwestlich an der Wohnsiedlung neu eingerichteten Straßen (auch) in Merowingerweg umbenannt wurde und der Ausbau erfolgte. |
| Mecklenburgallee                        | 1909          | 30. März 1950 | →Marathonallee                                               | Großherzogtümer Mecklenburg-Schwerin und Mecklenburg-Strelitz | Die Straße 29 des Bebauungsplanes von Neu-Westend, wurde wie weitere im Viertel westlich der Reichsstraße mit dem Namen von Ländern des 1871 in Versailles proklamierten Deutschen Kaiserreichs benannt. Sie lag parallel zwischen Bayern- und Schwarzburallee. Durch die zum Olympiagelände von 1936 benachbarte Lage und die in Olympische Straße umbenannte nördliche Parallelstraße ergab sich der neue Name bei den Umbenennungen im Jahre 1950. |
| Oldenburgplatz                          | 1918          | um 1930       | →gelöscht                                                    | Großherzogtum Oldenburg (1814–1918), bezogen auf die Oldenburgallee | Der Platz lag am südlichen Ende der Oldenburgallee / Ecke Westendallee. Auf der Karte von 1915 war der Platz ohne Bezeichnung eingetragen und 1918 dann Oldenburgplatz eingezeichnet. Um 1930 wurde die Bezeichnung gelöscht. |
| Ostpreußenallee                         | 1918          | 13. Juli 1934 | →Masurenallee                                                | Ostpreußen, | Die Ostpreußenallee setzte die Masurenallee über den Platz D (Scholzplatz) hinweg zum Königsweg fort. Die Benennung erfolgte im unbebauten Gebiet der Besitzung Witzleben. Die Straße 9g des Bebauungsplans ist auf der Karte von 1918 als Ostpreußenallee namentlich eingezeichnet. Mit dem Bau des Ausstellungsgeländes am Funkturm wird die Straßensituation geändert. 1932/5900 Die Ostpreußenallee wurde am 13. Juli 1934 in die Masurenallee einbezogen und bildet den Übergang in die Neue Kantstraße. |
| Parkstraße                              | um 1867       | vor 1898      | →entfallen                                                   | Park, hier projektierte Erholungsfläche | Im Stadtplan Berlins von 1884 war die Parkstraße namentlich am Südwestrand der Villenkolonie Westend eingezeichnet. Sie verlief parallel zur Birkenallee über die Lindenallee und führte an der Ahornallee auf den damaligen Platz B, dem später benannten Reichskanzlerplatz. Der Straßenzug fiel noch vor 1898 fort, 1895/3069/da die Besiedlung der Villenkolonie schlechter als geplant verlief. Im Bereich der Straße wurde ab 1900 Neu-Westend projektiert. |
| Reichskanzlerplatz                      | 8. Dez. 1906  | 21. Apr. 1933 | →Theodor-Heuss-Platz                                         | Reichskanzler, Amtsbezeichnung des Regierungschefs des Deutschen Reiches | Bereits die Planung der Villenkolonie sah einen Platz B, Abt. V/1 vor. Er wurde mit der Projektierung von Neu-Westend als Reichskanzlerplatz angelegt und ist im Nachweiser für die Berliner Straßen vom November 1907 erstmals ausgewiesen. Der Name nimmt die umgebenden Bezüge zum Kaiserreich um die Reichsstraße und zum durchlaufenden Kaiserdamm auf. Im April 1933 erfolgte die Benennung nach dem amtierenden Reichskanzler in Adolf-Hitler-Platz um. Mit der Entnazifizierung 1947 erfolgte die Rückbenennung, bevor 1963 der erste Bundespräsident Theodor Heuss Namensgeber wurde. |
| Reichssportfeldstraße                   | 23. Apr. 1936 | 21. Feb. 1997 | →Flatowallee                                                 | Reichssportfeld, Olympiagelände Berlin 1936 | Die Rennbahnstraße von der Heerstraße zum Bahnhof Stadion-Rennbahn-Grunewald in die Trakehner Allee wurde zu den Olympischen Spielen in Berlin 1936 dem neuen Zweck entsprechend umbenannt. Es ist die direkte Zufahrt von der Heerstraße zum Südtor des Olympiastadions (Coubertin-Tor). Durch Proteste von Anwohnern wurde die Umbenennung in Flatowallee von 1995 erst 1997 wirksam. |
| Rennbahnstraße                          | 1914          | 23. Apr. 1936 | →Flatowallee                                                 | 1909 wurde die Rennbahn Grunewald eröffnet | Die Straße 10 des Bebauungsplanes im ehemaligen Gutsbezirk Heerstraße war im „Nachweiser für die Straßen Berlins“ Juni 1914 noch nicht ausgewiesen, allerdings 1915 auf der Karte bereits eingezeichnet. Die Rennbahnstraße führte von An der Heerstraße zum Eingangsbereich der Rennbahn. Das „Deutsche Stadion“ war 1913 als vierte Großrennbahn Berlins fertig geworden, sodass die Zufahrt über den Kaiserdamm von Berlin her ausgebaut war. Die Planung für die Trabrennbahn sah wohl zuvor das Gebiet westlich der späteren Reichsstraße vor. Die 1920 gegründete Deutsche Hochschule für Leibesübungen bezog 1922 neben dem Stadion einen Neubau. 1936 mit dem Umbau der Rennbahn wegen unrentablen Rennbahnbetriebs (Inflation und Weltwirtschaftskrise) für die Olympischen Spiele wurde die unveränderte noch heute bestehende Trasse der neuen Situation entsprechend in Reichssportfeldstraße umbenannt. |
| Romintenerallee (vorher)                | 27. Juni 1925 | 23. Apr. 1936 | → Passenheimer Straße                                        | Rominten | Die Straße 8 im Gutsbezirk Heerstraße führte von An der Heerstraße (heute: Heerstraße) in der Trassenführung der heutigen Passenheimer Straße westlich/nördlich um das Gelände der Rennbahn Grunewald. Die umliegenden Straßen wurden nach Städten und Orten Ostpreußens und sind während des Ersten Weltkrieges und in den ersten Jahren danach benannt worden. Die Romintenerallee wurde umgeschrieben in Rominter Allee und zu den Olympischen Spielen von 1936 in Passenheimer Straße umbenannt. Als Rominter Allee wurde stattdessen die Trasse der Straße 21 des Bebauungsplans benannt. Diese projektierte Straße befindet sich in der heutigen Führung zwischen der Olympischen Straße und dem Murellenweg (mit Anschluss zur Charlottenburger Chaussee in Spandau). Diese (neue) Trasse war schon in den 1920er Jahren im Bebauungsplan projektiert, aber nicht benannt. |
| Sachsenplatz                            | 1909          | 31. Juli 1947 | →Brixplatz                                                   | Königreich Sachsen, Teilstaat des Kaiserreichs | Der Sachsenplatz liegt im Norden von Neu-Westend und wurde entsprechend nach einem Bundesstaat des Kaiserreichs benannt. Im Bebauungsplan als Platz F projektiert ist er erstmals im Adreßbuch Berlins von 1910 ausgewiesen. Er wurde ausgebaut und 1940 befinden sich 14 Wohngebäude und weitere noch unbebaute Grundstücke (als Baustellen benannt) am Platz. 1947 erfolgte die Umbenennung nach dem Architekten Josef Brix, der Prorektor an der Technischen Hochschule Charlottenburg war und den Lehrstuhl für Städtebau besaß. |
| Salierallee                             | 1918          | 6. März 1936  | →Ubierstraße                                                 | Salier, ostfränkisches Adelsgeschlecht im römisch-deutschen Reich | Die Straße 22, Abt. V des Bebauungsplans war auf der Karte von 1915 in ihrer Trasse mit der Bezeichnung Nr. 22 für die Siedlung südlich der Heerstraße eingetragen. 1918 war sie als Salierallee benannt und lag die Pommernallee verlängernd parallel zur Frankenallee am Karolinger Platz. Beide Verkehrswege verbanden Kaiserdamm und die nach Süden länger trassierte Westendallee. Durch die nachfolgende Inflation blieb das Siedlungsprojekt unvollendet. Mit dem Bau des Ausstellungsgeländes am Funkturm änderte sich die Trassierung im Südwesten der Siedlungsplanung und so folgte 1936 teilweise die Umbenennung der unbebauten Straßen, so auch die nordwärts von der (nun) Wandalenallee abgehenden Salierallee. In Alt-Glienicke bestand 1935 ebenfalls eine (bebaute) Salierstraße und durch die Bildung von Groß-Berlin in der Einheitsgemeinde mehrfach vorhandene Straßenbezeichnungen wurden abgebaut. |
| Schwarzburgallee                        | 1909          | 23. Apr. 1936 | →Olympische Straße                                           | Fürstentümer Schwarzburg-Rudolstadt und Schwarzburg-Sondershausen | Die Straße 31 im Bebauungsplan gehörte zum projektierten System für Neu-Westend und wurde mit den umliegenden Straßen zwischen Westendallee und Reichsstraße 1909 1910/5363/nach Bundesländern des Kaiserreichs benannt, nachdem eine vorher hier vorgesehene Trabrennbahn als Rennbahn Grunewald weiter westlich im Gutsbezirk Heerstraße projektiert und errichtet wurde. Mit deren Umbau für die Olympiade 1936 wurde die Schwarzburgallee mit der Führung der U-Bahn nach Ruhleben und der S-Bahn-Brücke zu einer wesentlichen Zufahrt zum Reichssportfeld und dem Olympischen Platz, woraus sich die Umbenennung im Jahre 1936 erklärt. |
| Scholzplatz (vorherige Lage)            | 1920          | 1930          | →eingezogen                                                  | Ernst Scholz (1874–1932), Jurist und Politiker (DVP), 1920 letzter Oberbürgermeister von Charlottenburg | Der Platz D, Abt. V des Bebauungsplans zu Neu-Westend lag zwischen Masuren- und Ostpreußenallee, gekreuzt von der Soorer Straße. Der Scholzplatz ist im Nachweiser für die Berliner Straßen von 1921 enthalten, aber nicht mehr im September 1925. Bei Borchert 1930 findet sich die Bemerkung „wegen der Bebauung des Messegeländes eingezogen“. 1931 erhielt an der Heerstraße ein (anderer) Platz in Höhe Am Postfenn den freigewordenen Namen Scholzplatz. |
| Soldauer Straße                         | 1918          | nach 1930     | →überbaut                                                    | Soldau, Stadt in der Provinz Ostpreußen, heute Działdowo in Polen | 1915 noch als Straße 20a, ist sie auf der Karte von 1918 namentlich zwischen Platz D und Westendallee (damals vorgesehener Abschnitt ungefähr im Lauf der Wandalenallee) eingezeichnet. auf einer Fläche, die vorher zu Grunewald gehörte. Die Soldauer Straße ist im Adressbuch 1919 (noch nicht 1918) aufgeführt. Sie wird im Adressbuch von 1920 von der (vorgesehenen) Westendallee (südlich der Heerstraße) abgehend zum Stadtkreis Charlottenburg (Stadtbezirk Westend) genannt und sie ist zu diesem Zeitpunkt unbebaut. Dieser Eintrag „unbebaut“ besteht noch 1930. Die Soldauer Straße gehört östlich der Bahnlinie vom Westkreuz zu Neu-Westend („Berlin Hamburger Anschlussbahn“), während Soldauer Allee und Soldauplatz zur Siedlung Heerstraße (westlich der Berlin-Hamburger Anschlussbahn) angegeben sind. Das gesamte Gebiet zwischen der Ringbahn und Westkreuz-Spandau wurde bei der Einrichtung des Messegeländes überbaut und Borchert (1930) erläutert die Soldaustraße noch. Neben der Soldauer Straße waren die hier benannten Straßen um die Ostpreußenallee nach Orten benannt, die im Ergebnis des Versailler Vertrags von Deutschland abzugeben waren. |
| Soorplatz                               | 1918          | nach 1932     | →eingezogen                                                  | Gefecht bei Soor und Alt-Rognitz im Deutsch-Österreichischen Krieg 1866. | Der Soorplatz lag am südlichen Ende von Straße 17. Über den Platz D und Straße 32d, die ebenfalls nicht ausgeführt wurden, war die Verbindung zum umgesetzten Abschnitt der Soorstraße vorgesehen. Auf der Karte von 1918 ist der Soorplatz namentlich eingezeichnet und lag am damaligen südlichen Abschnitt der Westendallee, die ungefähr dem Lauf der Wandalenallee entsprach. Die hier projektierten Straßen um die Ostpreußenallee waren nach Orten benannt, die im Ergebnis des Versailler Vertrags von Deutschland abzugeben waren. Letztlich wurde das bis dahin unbebaute Gebiet für die seit 1924 stattfindende Große Deutsche Funkausstellung und das Ausstellungsgelände am Funkturm an der Masurenallee genutzt. |
| Spandauer Berg                          | vor 1859      | 30. März 1950 | →Spandauer Damm                                              | Erhebung Spandauer Berg (1932 als Ortslage) liegt an der Grenze Spandau/Charlottenburg (östlich Wiesendamm (Bahnbrücke)): 35 m ü. NN, Gothallee: 48,1 m ü. NN, Kirschenallee: 59,5 m ü. NN; Anstieg im Straßenlauf der beim Bau der Ringbahn und des Bahnhofs Westend (ab 1877) reguliert wurde (Dankelmannstraße: 33,5 m ü. NN, Fürstenbrunner weg: 49,8 m ü. NN) | Die Straße Am Spandauer Berg wurde im Adreßbuch von Charlottenburg aus dem Jahre 1859 bereits als postalische Adresse genannt. Die Straße Spandauer Berg war auf der Karte von 1884 eingezeichnet von der damaligen Straße von Spandau (später Spandauer Chaussee) zur Spandauer Straße (Abschnitt zum Schloß). Dieser Straßenabschnitt lag dadurch sowohl im heutigen Ortsteil Charlottenburg als auch Westend. Unter dem Namen Spandauer Berg wurde im Stadtplan Berlins von 1901 ein Abschnitt der Chaussee „Charlottenburg–Spandau“ zwischen Spandauer Chaussee und Spandauer Straße (Soorstraße, Königin-Elisabeth-Allee, Sophie-Charlotten-Straße) eingezeichnet, ebenfalls auf der Karte von 1906 und 1926. Das Adressbuch 1895 nennt den Straßenzug zwischen Sophie-Charlotten-Straße und Spandauer Bock. Im Adressbuch 1905 ist Sophie-Charlotten-Straße bis Neuer Fürstenbrunner Weg/ Königin-Elisabeth-Straße genannt, nach Spandau hin folgt Spandauer Chaussee ab Ecke Ahornallee. Auf der Karte von 1943 ist Spandauer Berg in dieser Trasse aufgenommen, die Karte 1946 nennt für die westlich anschließende Trasse Graf-Keßler-Straße, den Spandauer Quiddestraße und für die Charlottenburger (östliche) Spandauer Straße zum Luisenplatz Wehbergstraße. Jedoch wurden diese drei Namen im März 1947 amtlich nicht bestätigt. |
| Spandauer Bock                          | vor 1890      | vor 1929      | →Spandauer Damm                                              | namensgebend war die Ausflugsgaststätte Spandauer Bock zwischen den Städten Spandau und Charlottenburg | Auf der Karte von 1893 ist Spandauer Bock die Zielrichtung der Straße Spandauer Berg. Die Bezeichnung steht weniger für einen Straßenabschnitt als für das Grundstück am Westrand von Westend mit der Brauerei. Der Spandauer Bock ist auch im Adressbuch 1890 vermerkt. 1921 ist die Spandauer Bergbrauerei zwischen Spandauer Chaussee und Altem Fürstenbrunner Weg und 1926 ist an der Spandauer Chaussee das Wirtshaus Spandauer Bock und die Schultheiß-Patzenhofer a. G. eingezeichnet. Jedoch 1922 ist Spandauer Bock zwischen Spandauer Chaussee und Gemarkung Ruhleben geführt. Im Adressbuch 1929 sind die Angaben zum Spandauer Bock enthalten, aber bereits mit dem Verweis Spandauer Chaussee 50/56 und 1930 ist im Adressbuch nur noch der Vermerk: „Spandauer Bock s. Spandauer Chaussee 50/56“, sodass keine eigene Adresse mit diesem Namen mehr besteht. |
| Spandauer Chaussee                      | um 1900       | 30. März 1950 | →Spandauer Damm                                              | Als Chaussee ausgebaut Richtung Spandau | In den Jahren 1820 bis 1822 wurde die Kunststraße Spandau-Hamburg gebaut. Auf der Karte von Charlottenburg aus dem Jahre 1857 war der Straßenzug noch mit dem Namen „Straße von Spandau“ eingezeichnet. Dieser Name galt zunächst wohl übergreifend für den gesamten Straßenzug vom Charlottenburger Schloß nach Spandau, 1884 ist dieser Name von Spandau kommend nur noch bis in Höhe Soorstraße eingezeichnet, dort begann der Spandauer Berg. Im Adressbuch 1895 ist Spandauer Berg noch bis zur Stadtgrenze Charlottenburgs benannt und auch 1900 fehlt Spandauer Chaussee, allerdings sind Grundstücksnummern nur im östlichen Teil aufgeführt. Im Adreßbuch Berlins von 1901 endet der Spandauer Berg an Westend/ Spandauer Chaussee und die Spandauer Chaussee liegt von Spandauer Berg bis Spandauer Bock. Diese Aufgliederung ab 1900 ist wohl in der zunehmenden Eigenständigkeit der Villenkolonie Westend begründet. Auf der Karte 1943 ist Spandauer Chaussee bis zur Grenze des Verwaltungsbezirks Spandau angegeben. 1946 ist auf der Karte der Straßenzug als Graf-Kessler-straße eingetragen, dieser Name wurde amtlich nicht bestätigt. |
| Stadionallee                            | 16. Aug. 1928 | 10. März 1984 | →Jesse-Owens-Allee                                           | Deutsches Stadion, das 1934 abgerissen wurde und als Nachfolger das Olympiastadion erhielt, | Die Stadionallee lag auf der Nordseite der Eisenbahnstraße zwischen Rennbahnstraße (Flatowallee) und der damaligen Romintener Allee (Passenheimer Straße) im (ehemaligen) Gutsbezirk Heerstraße. Der „Deutsche Reichsausschuß für Leibesübungen“ ließ 1913 in der Grunewaldrennbahn das „Deutsche Stadion“ erbauen. Mit der Bewerbung Berlins als Austragungsort für die Olympischen Spiele 1936 wurde es nach Prüfungen 1934 abgerissen und mit dem Reichssportfeld (nach Plänen von Werner March) eine erweiterte Sportstätte begonnen, die 1936 eingeweiht wurde. Die Stadionallee lag nun südlich vom Maifeld. Sie wurde als Abschnitt des Hauptstraßenzugs mit der Trakehner Allee zur Olympischen Straße schließlich 1984 nach Jesse Owens benannt, der im März 1980 verstorben war und von besonderer Bedeutung für die Berliner Olympiade war. |
| Suhlenweg                               | 16. Jan. 1925 | 18. Feb. 1927 | →Jasminweg                                                   | nahe den zwei damals morastigen Wasserlachen: Sausuhlen genannt | Die Namenswahl als Suhlenweg für die Straße 21 (H) des Bebauungsplans erfolgte auf Grund der lokalen Situation in der Siedlung Ruhleben. Auf Drängen der Siedler erfolgte jedoch nach kurzer Zeit die Umbenennung nach Jasmin, der durch „seine dekorativen weißen und duftenden Blüten auffällt“. |
| Töbelmannweg                            | 30. März 1950 | 3. Dez. 1959  | →gelöscht                                                    | Georg Toebelmann (1835–1909), Architekt und Charlottenburger Kommunalpolitiker | Der Töbelmannweg wurde neu angelegt. Er ging vom Messedamm ab und führte nördlich der Deutschlandhalle hindurch südlich der Ausstellungshallen, über die S-Bahnstrecke hinweg von der Straße 58 (Harbigstraße) fortgesetzt führte die Trasse zur Waldschulallee. Die Jafféstraße entlang der Bahn wurde 1958 eingerichtet und benannt, sie erschloss das Messegelände von der Westseite und den Haupteingang Süd der in den Töbelmannweg führte. Dessen Trasse gehörte dadurch zum Messegelände. Der Töbelmannweg wurde deshalb 1959 aus dem Straßenregister gelöscht. |
| Turnhallenallee                         | nach 1963     | nach 1965     | →Friedrich-Friesen-Allee                                     | Auf dem Gelände des Olympiastadions gelegen, wurde sie nach einer Einrichtung des Sportforums benannt. | Turnhallenallee wurde der „grüne“ Abschnitt der Friedrich-Friesen-Allee über den Gutsmuthsweg und die Sportforumstraße als Sackgasse bis etwas über den Adlerplatz hinaus benannt. Noch auf dem Stadtplan 1961 führt die Friedrich-Friesen-Allee (der keine Grundstücke zugeordnet sind) in gesamter Länge durch die (benannten) Sportplätze bis zum „Haus des Deutschen Sports“ an der Sportforumstraße. Im Stadtplan von 1964 ist dieser östliche Abschnitt namentlich als Turnhallenallee eingezeichnet. Bald darauf wurde auf die Umbenennung i Turnhallenallee wohl verzichtet und dieser Name wieder zu Gunsten der Friedrich-Friesen-Allee eingezogen. |
| Verlängerte Ahornallee                  | um 1903       | um 1907       | →aufgehoben                                                  | Ahorn, hier bezogen auf die Ahornallee | Die in Nord-Süd-Richtung laufenden Straßen der Villenkolonie Westend waren zunächst nach Süden über Birkenallee und Parkstraße hinweg vorgesehen. So auch die Verlängerte Ahornallee. Auf der Karte von 1901 war die Ahornallee von der Spandauer Chaussee (heute Spandauer Damm) bis zum damals noch nicht vorhandenen Kaiserdamm (Straße 7b) eingezeichnet. Eine Verlängerung im nicht ausgeführten Bereich bis zur Ortsgrenze von Grunewald an der Bahnstrecke Westkreuz–Heerstraße war wohl als Verlängerte Ahornallee trassiert. Dieser Abschnitt wurde auch in Neu-Westend bis zum Reichskanzlerplatz umgesetzt. Die Trasse der Verlängerten Ahornallee fiel zwischen 1903 und 1904 fort als schließlich kleinere Straßen angelegt wurden, die auf der Karte von 1904 bereits mit Nummern versehen eingezeichnet sind. Im Adreßbuch Berlins von 1903 wurde eine Verlängerte Ahornallee zum einzigen Male ausgewiesen, 1904 fehlt dieser Eintrag. |
| Verlängerte Eschenallee                 | um 1906       | um 1909       | →Länderallee                                                 | Esche, Laubbaumart, Benennung mit Bezug zur Eschenallee | Die Trasse der Eschenallee ging von der damaligen Spandauer Chaussee zur Straße 7b, ist aber 1901 nur bis zur heutigen Reichsstraße benannt, diese war damals lediglich als Trasse am Südwestrand der Villenkolonie bestand. 1904 war die Verlängerung der Eschenallee als Straße 6a angelegt worden. Das Adressbuch Berlins von 1906 weist erstmals die Verlängerte Eschenallee aus und auch auf der Karte von 1907 ist sie eingezeichnet. Zu diesem Zeitpunkt bildet sie den Westrand des Planungsgeländes der „Neue Westend Aktien Gesellschaft für Grundstücks Verwertung“ zur geplanten Trabrennbahn. Es ist zudem die Verbindung von der Villenkolonie über die Döberitzer Heerstraße (Raußendorffplatz) zum Teufelssee (Teufelsseestraße und -chaussee) mit dem Charlottenburger Wasserwerk. Mit der Namensgebung der Neu-Westender Straßen um 1909 erfolgte die Benennung als Bundesallee. Eine etwas geänderte Lage am Raussendorfplatz brachte die Anbindung an Kaiserdamm/ Döberitzer Heerstraße. Im Jahre 1950 wurde sie in Länderallee umbenannt. |
| Verlängerte Lindenallee                 | vor 1901      | vor 1908      | →Lindenallee                                                 | Linde, mit Bezug auf die Lindenallee | Die Verlängerte Lindenallee war auf der Karte von 1901 südlich der Birkenallee als Fortsetzung der Lindenallee eingezeichnet. Sie führte weiter über den Platz B über die damals noch nicht angelegte Straße 7b (Heerstraße) durch Planungsgebiet bis an die Bahnstrecke Westkreuz–Heerstraße. Im Stadtplan Berlins von 1904 war diese Trasse in heutiger Länge als Lindenallee eingezeichnet, im Stadtplan 1907 noch als Verlängerte Lindenallee aufgeführt. Über den Kaiserdamm (später ist hier Heerstraße) und dem damaligen Reichskanzlerplatz hinweg wurde der Verlauf begrenzt und als Pommern- und Salierallee projektiert. 1908 ist die Verl. Lindenallee nicht mehr im Adressbuch notiert, dafür die Lindenallee bis Kaiserdamm (damals weiter nach Westen). |
| Waldeckallee                            | 1918          | um 1930       | →gelöscht                                                    | Waldeck, selbständige Grafschaft im Heiligen Römischen Reich, seit 1815 Mitglied des Deutschen Bundes und danach Gliedstaat des Deutschen Reichs | Die Straße 24 wurde (wie weitere in Neu-Westend) nach einem Land des Deutschen Kaiserreichs benannt. Sie verlief zwischen der heutigen Länderallee und der Kreuzung Oldenburgplatz/Oldenburgallee. Der Name wurde auf Beschluss vom 28. Februar 1923 zwischen Preußenallee und Bundesallee (Länderallee) gelöscht, dennoch ist sie noch im Januar 1925 namentlich in der Karte eingezeichnet und im Nachweiser vom September 1925 registriert. Gegenüber dem Adressbuch 1926 ist die Eintragung 1927 und noch 1930 ergänzt. Auf der Karte 1926 ist sie eingezeichnet, allerdings ist die Umgebung lediglich entlang der Badenallee bebaut. Die Umgebung der Waldeckallee wurde letztlich durch die Verschwenkung der Westendallee direkt an die Preußenallee gegenüber der ursprünglichen Trassierung geändert. Borchert führte sie in seiner Schrift, die 1930 veröffentlicht wurde, noch auf. Im Stadtplan Berlins vom Sommer 1930 war die Allee nicht mehr enthalten. |
| Werkstattstraße                         | 13. Juni 1906 | 23. März 1925 | →Cordesstraße                                                | Werkstätten des Reichsbahnausbesserungswerkes, die von Heinrich Cordes geleitet wurden | Die Werkstattstraße lag von der Bahnhofstraße in Grunewald (heute Werkstättenweg) über die Bahnanlagen hinweg zum Kronprinzessinweg im Eichkamp am Bahnhof Eichkamp. Im Stadtplan Berlins von 1901 war die Werkstattstraße namentlich eingezeichnet und noch 1926 unter diesem Namen. 1925 gehörte das Gebiet noch zum Verwaltungsbezirk Wilmersdorf (Ortsteil Grunewald). Mit dem Aushab der Kleinhaussiedlung Eichkamp und dem Ausbau des Kronprinzessinenwegs zur Automobil-Verkehrs-Straße (AVUS) ergab sich die Umbenennung in Cordesstraße, von der mit Eichkamp ein westlicher Abschnitt durch die Bezirksreform von 1938 zu West kam. |

## Weitere Örtlichkeiten von Westend

### Kleingartenanlagen
Vom Bezirksverband der Kleingärtner Charlottenburg wurden die Gartenvereine nach Regionen eingeteilt, von denen drei im Ortsteil liegen.

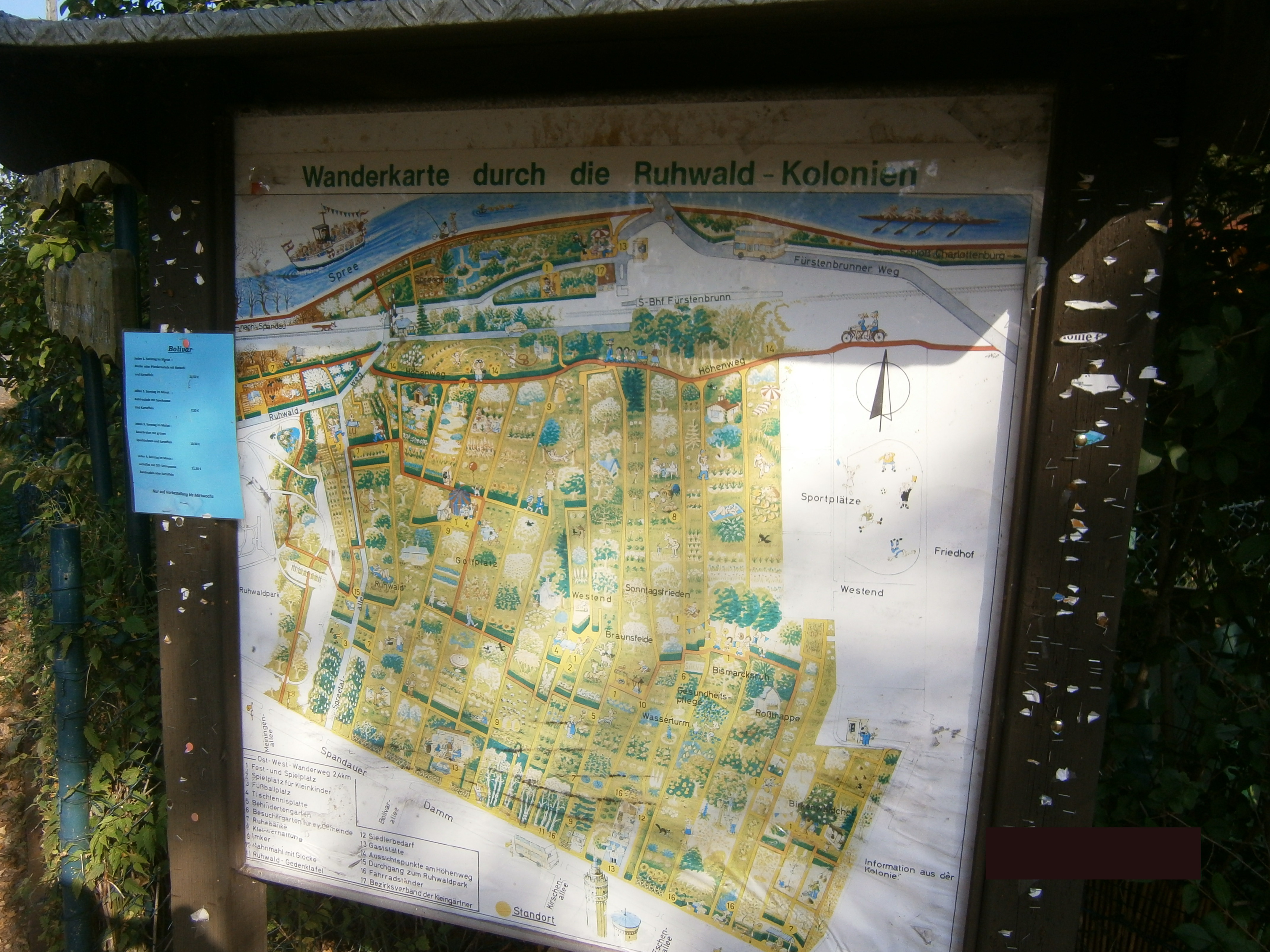
Übersichtstafel der Kolonien östlich des Ruhwaldparks

- Region ‚Ruhwald‘ mit 21 Kleingartenanlagen, die zwischen Spandauer Damm im Süden und Ruhwaldweg im Norden an der Nordkante der Teltowplatte liegen. Am Westrand ist vormals die Lanker Spitze mit 62 m ü. NN eingezeichnet.[142] Zudem gehören zur Region die an der Spree nördlich der Bahnlinie liegenden Kleingärten. Die Kleingärten liegen dadurch teilweise am nach Norden abfallenden Hang und östlich und westlich vom Ruhwaldpark. Zwar bestand vom Bezirk bereits ein Bebauungsplan-Entwurf VII-131-1, der aufgehoben ist, sodass die Anlagen im Bereich Ruhwald dauerhaft gesichert sind. Einige Bereiche standen auch zum Verkauf und wurden von den Kolonisten als Miteigentumgemeinschaft gesichert, andere haben ihre Eigentumsform als eingetragener Verein gefestigt. Die KGA ‚Gesundheitspflege‘ wurde bereits 1885 gegründet und ist die älteste im Bezirk. Die Schrebergartenbewegung führte zur Gründung von Vereinen der Gartenfreunde. Die dem Ersten Weltkrieg folgenden Jahre der Inflation brachten eine weitere Welle von Gründungen. 1919 wurde dafür das erste Reichskleingartengesetz erlassen, was unter anderem die Rechte der Siedler gegen Generalpächter schützte und erstmals einen Kündigungsschutz einführte. Dem folgten Verluste der Unterkunft der Bombenopfer des Zweiten Weltkriegs, wodurch teilweise bis heute Wohnlauben mit Dauerbewohnern bestehen. Aber auch die Mangeljahre der Nachkriegszeit brachten weitere Koloniegründungen zum Anbau von Nahrung.[143] Auf der Karte aus dem Jahr 1946 findet sich ein Überblick zum Gebiet zwischen Graf-Kessler-Straße (heute: Spandauer Damm) und dem Alten Fürstenbrunner Weg (heute: Ruhwaldweg) westlich der Spreetalallee das „Wirtshaus Spandauer Bock“ (Schultheiß-Brauerei) und der Park Ruhwald (Schloss Ruhwald), im Osten der Golf- und Landclub Berlin und auf der östlichen Hälfte die Laubenkolonien an den Sportplatz und das Bad Westend.[144] Es bestehen festgesetzte Bebauungspläne für die Fläche östlich des Ruhwaldparks.[145]
  - Kolonie ‚Birkenwäldchen e. V.‘ (4003) wurde 1911 gegründet. Sie besitzt 122 Parzellen auf 37.025 m² landeseigenem Pachtland. Die Kolonie liegt im Osten der KGA-Fläche mit der Spandauer Damm 152 (Lage, Straßenschlüssel 6208) und ist durch den Eintrag im Flächennutzungsplan (FNP) als Grün (Kleingarten) und im Bebauungsplan VII-273[146] als Kleingarten dauerhaft gesichert.[147] Im Norden grenzt sie im Osten an den Sportplatz und das Friedhofsgelände.
  - Kolonie ‚Bismarksruh e. V.‘ (4005) wurde 1906 gegründet. Sie liegt zwischen KGA ‚Gesundheitspflege‘ und ‚Roßtrappe‘ mit der Adresse Spandauer Damm 162 (Lage). Im Straßenverzeichnis als 6212 genannt verteilen sich die 151 Parzellen der dauerhaft gesicherten[148] Kleingärten auf 68.151 m² landeseigenem Pachtland, zudem ist die Fläche im Bebauungsplan VII-131 aufgenommen. In der Kolonie bestehen noch zwölf Dauernutzer aus der Nachkriegszeit, als Bombenopfer in die Gartenanlagen zogen und sich die Lauben als Unterkunft ausbauten. Im Norden grenzt sie im Osten an das Friedhofsgelände.
  - Kolonie ‚Braunsfelde e. V.‘ (4008). Die Kolonie wurde 1905 gegenüber dem Wasserturm gelegen auf Land gegründet, das eine Familie Braun zum Siedeln freigab. Die Anlage auf dem Gelände Spandauer Damm 172 liegt zwischen den KGA ‚Sonntagsfrieden‘ und ‚Westend‘. Die Anlage besitzt heute den Status dauerhaft gesichert.[148] Die Anlage (im Straßenverzeichnis: 6224, (Lage)) mit 95 Parzellen auf 37.190 m² landeseigenem Pachtland ist im FPN als Kleingärten und auch im Bebauungsplan VII-131 GB so eingetragen. Die Wohnungsnot war in der Nachkriegszeit groß, so bestehen heute noch einige Wohnlauben, deren 14 Altbesitzer in der Anlage das Nutzungsrecht haben. Kleingartenkolonien sind Baulandreserve. Das Ruhwaldgelände sollte „zubetoniert“ werden, so schlossen sich 1973 die Pächter der Kolonien zur „Bürgerinitiative Ruhwald – BI“ zusammen. Mit der Öffnung der Kolonie musste auch für die Sicherheit gesorgt werden. Seit dem 16. Juli 1982 ist es ein eingetragener Verein und anerkannt als gemeinnützig.
  - Kolonie ‚Dahlemer Wiese (Nord)‘ wurde 1925 gegründet und liegt am Wiesendamm 16 direkt am Spreeufer. Die 22 dauergesicherten Parzellen[148] liegen mit dem Straßenschlüssel 5944 auf 9496 m² landeseigenes Pachtland (Lage).
  - Kolonie ‚Dahlemer Wiese Süd‘ (4014) liegt östlich vom Wiesendamm (Wiesendamm 16, Straßennummer der Anlage: 5945) nördlich an der Bahnlinie entlang im Westen des Ortsteils (Lage). Die 24 Parzellen liegen auf 11.101 m² landeseigenem Pachtland und sind durch den Eintrag im FNP dauerhaft gesichert.[148]
  - Kolonie ‚Freiland‘ (4019): Die 1928 gegründete Schrebergartenkolonie liegt mit 66 Parzellen auf 22.368 m² landeseigenem Pachtland am Ruhwaldweg 26. Die Anlage ist durch den Eintrag im FNP als Grünland (Kleingarten) nach § 35 BauGB dauerhaft gesichert.[148] Der Schlüssel im Berliner Straßenverzeichnis ist 6331 (Lage). Die Anlage liegt zwischen Ruhwaldweg und Bahnstrecke im Westen der Ruhwaldregion begrenzt von KGA ‚Fürstenbrunn‘ und ‚Spreeblick‘.
  - Kolonie ‚Fürstenbrunn e. V.‘ (4022) wurde 1932 gegründet und wurde in mehreren Ausbaustufen erweitert. Sie befindet sich zwischen KGA ‚Ruhwald‘ und ‚Freiland‘ nördlich vom Ruhwaldweg zur Bahnlinie (6362, Lage). Die 85 Parzellen auf 30.943 m² landeseigenem Pachtland sind nach Irritationen Anfang der 1970er Jahre durch den Eintrag im Flächennutzungsplan dauerhaft gesichert.[148]Eingang der Dauerkolonie ‚Golfplatz e. V.‘ vom Spandauer Damm aus

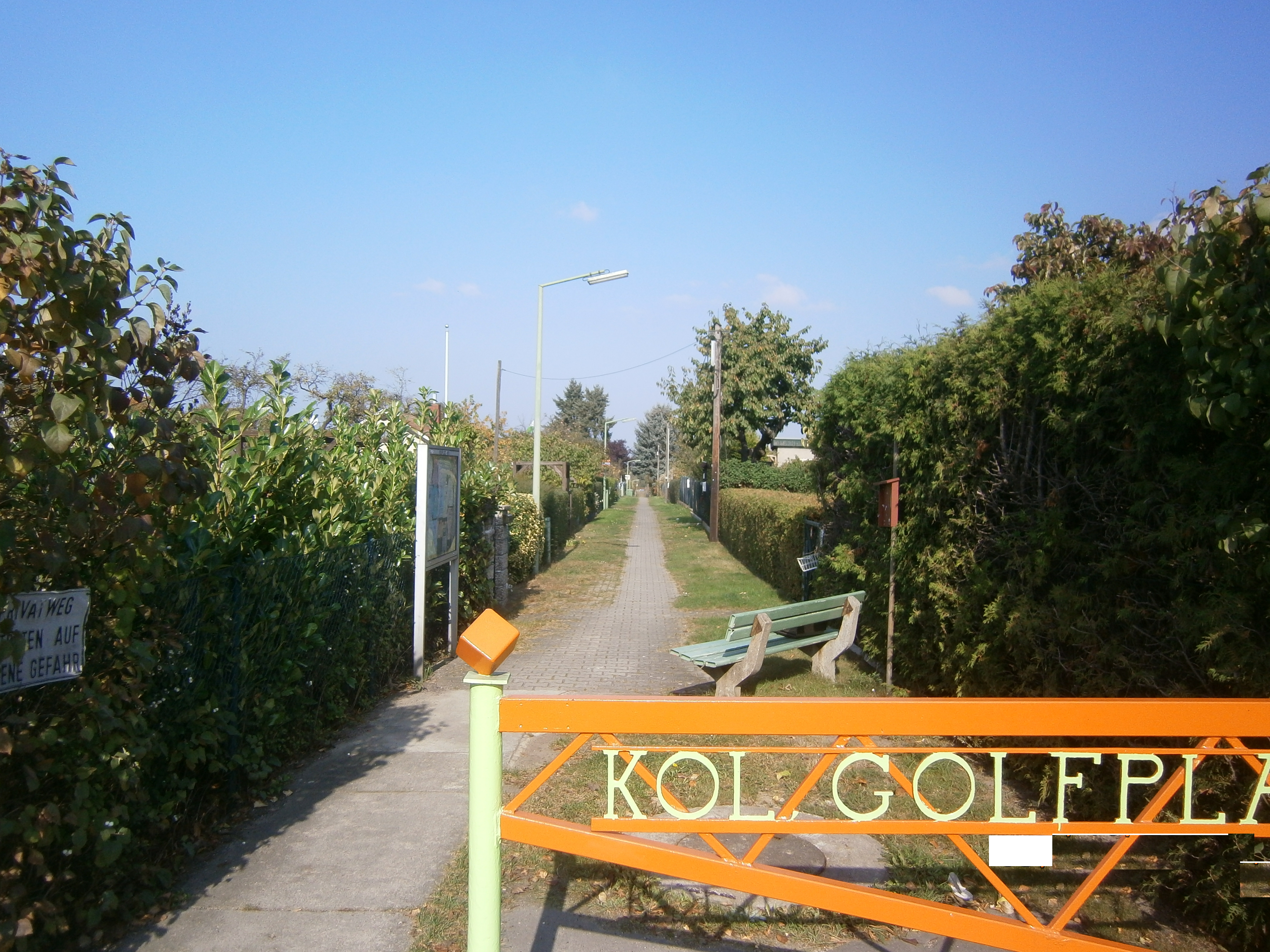
Eingang der Dauerkolonie ‚Golfplatz e. V.‘ vom Spandauer Damm aus

  - Die Kolonie ‚Golfplatz e. V.‘[149], zu der heute 328 Parzellen gehören, wurde 1945 gegründet. Am Spandauer Damm 178–184 (Spreetalallee, Lage, 6390) liegen die im Kleingartenentwicklungsplan als 4027a geführten 90 Parzellen auf 44.305 m² landeseigenem Pachtland, diese sind durch den Eintrag im FNP dauerhaft gesichert.[148] Namensgebend ist das Gelände des früheren Golfplatzes, die Kolonie liegt zwischen den Kleingartenkolonien ‚Westend‘ im Osten und der ‚Ruhwald-Kolonie‘ im Westen. Im Süden, begrenzt durch den Spandauer Damm, im Norden begrenzt durch den Höhenweg. In der Mitte liegt das sogenannte „Trockental“. Zwei tiefe Einschnitte im Gelände erstanden in früherer Zeit durch Quellen und Wasserläufe in die Spree. So ist das Koloniegelände uneben. 1985 stellte sich heraus, 90 % des Ruhwaldgeländes in Landeseigentum war, jedoch einige kleine Flächen (ca. 10 %) gehören der Post. Das neue Kleingartengesetz war 1983 erlassen und sollte Ende 1987 in Kraft treten, zudem war der Entwurf zum Flächennutzungsplan von 1984 aufgestellt. So kam es zur Planung die Gärten auf 250 m² zu teilen, öffentlich nutzbare Freiflächen (Erweiterung der Durchwege und das Trockental) zu schaffen und es war der Bau eines Schwimmbads im Ruhwald vorgesehen.[149] Durch den Kauf des umstrittenen Geländes ‚Golfplatz B‘ (Spreetalallee 10/12, Spandauer Damm 180/184, Bebauungsplan VII-131 GB) entstand auf 106.040 m² eine Eigentümergemeinschaft 4027b mit 234 Parzellen, deren Bestand als hochgesicherte Kleingartenanlage[150] auf dem Eintrag im Flächennutzungsplan beruht, zumal hier noch drei Dauernutzer Wohnrecht haben.
  - Kolonie ‚Naturgemäße Gesundheitspflege e. V.‘ (4026) wurde schon 1885 gegründet und damit die älteste Gartenanlage im Bezirk Charlottenburg-Wilmersdorf. Die Lage im Ruhwald am Spandauer Damm 164 (Lage) zwischen KGA ‚Bismarcksruh‘ und ‚Wasserturm‘ vom Spandauer Damm im Süden zur Bahnlinie im Norden bildet einen schmalen Streifen von 21.789 m² landeseigenem Pachtland mit 99 Parzellen, die durch Darstellung im Flächennutzungsplan dauerhaft gesichert[148] sind, zumal die Bebauung nach Planentwurf WA VII-131-1 aufgehoben ist. Im Straßenverzeichnis als 6237 geführt. Die Berliner Kleingartenkolonien entstanden besonders zwischen 1880 und der Jahrhundertwende aus der Wohnungsnot heraus als Behelfsunterkünfte. Gartenbewirtschaftung stand auch aufgrund der unzureichenden Bodenqualität an zweiter Stelle. Baugesellschaften nutzten ihr auf Wertsteigerung (Bodenspekulation) angelegtes Land gewinnbringend, indem sie zwischenzeitlich Kleingartenanlagen einrichteten und verpachteten.
  - Kolonie ‚Roßtrappe e. V.‘ (4053): auf dem Grundstück Spandauer Damm 158 zwischen KGA ‚Birkenwäldchen‘ und ‚Bismarksruh‘ (Lage) liegt die 1921 in den Hungerjahren nach dem Ersten Weltkrieg gegründete Anlage. Die dauergesicherten 105 Parzellen mit einem Dauerbewohner liegen auf 37.205 m² Landeseigentum und sind im FNP als Grünfläche (Kleingärten) dargestellt.[148] Im Norden grenzt sie im Osten an das Friedhofsgelände.
  - Kolonie ‚Sonntagsfrieden‘ (4059): Diese Anlage bildet ebenfalls einen schmalen Streifen der als Grundstück Spandauer Damm 170 im Norden bis an die KGA ‚Spreegrund Süd‘ reicht. Die 1910 gegründete Anlage im Ruhwald bietet auf 33.893 m² Landeseigentum den 84 Parzellen Raum für diese durch die Darstellung im FNP dauergesicherte Lage.[148] Für die im Straßenverzeichnis als Nummer 6716 aufgeführte Fläche besteht der Bebauungsplan VII-131 GB, der ebenfalls die Nutzung als Kleingärten beschreibt (Lage). Die Anlage liegt am Kolonieweg zwischen den KGA ‚Braunsfelde‘ und ‚Wasserturm‘ und reicht vor der Bahnlinie an ‚Spreegrund Süd‘. Die Kolonie liegt in der Mitte der Ruhwaldkolonien, schräg gegenüber vom markanten Wasserturm am Spandauer Damm und erstreckt sich bis zum Höhenweg.
  - Kolonie ‚Spandauer Berg‘ (4060) liegt westlich des Ruhwaldparks zwischen Spandauer Damm und Ruhwaldweg auf dem Grundstück Spandauer Damm 230 im Westen die KGA ‚Wochenend‘. Die 1919 gegründete Schrebergartenkolonie hat heute 38 dauerhaft gesicherte[148] Parzellen auf 16.884 m² Landeseigentum. Als Nummer 6720 ist sie im Berliner Straßenverzeichnis aufgenommen (Lage).
  - Die Dauergartenkolonie ‚Spandauer Bock‘ (4061) wurde 1958 zwischen Spandauer Damm 232 und Ruhwaldweg (6243, Lage) gegründet. Auf 19.323 m² Landeseigentum liegen 42 Parzellen als dauerhaft gesicherte Anlage.[148] Diese Gegend war schon in der zweiten Hälfte des 19. Jahrhunderts mit den zwei Gartenlokalen an den beiden Seiten des Spandauer Damms, dem „Spandauer Bock“ und der – im Volksmund so genannten – „Zibbe“, ein Ausflugsziel der Berliner, beide Lokale sind fast spurlos verschwunden. Die Kleingartenkolonie ‚Spandauer Bock‘ liegt an der Bezirksgrenze von Charlottenburg und Spandau in dem vom Spandauer Damm und Ruhwaldweg gebildeten Winkel, auf einer Anhöhe. Auf dem in zwei Ebenen planierten Gelände der früheren „Zibbe“ wurde 1958/1959 eine Musterkleingartenkolonie mit 36 Parzellen und einheitlichen Lauben sowie einer kleinen Grünanlage mit Kinderspielplatz angelegt und erhielt zur Erinnerung an die Ausflüglertradition den Namen „Spandauer Bock“.[151] Da die Grünanlage mit Kinderspielplatz nicht genutzt wurde, entstanden 1989 sechs neue Parzellen.
  - Die Dauerkleingartenkolonie ‚Spreeblick‘ (4062) wurde 1953 im Ruhwald gegründet. Am Wiesendamm 4–12 / Ruhwaldweg 32 (Straßennummer 6724) liegen auf 55.379 m² Landeseigentum insgesamt 131 Parzellen, die durch den Eintrag im FNP nach § 35 BauGB dauerhaft gesichert sind.[148] Die Anlage (Lage) liegt im Westen des Ruhwaldgebiets an der Bezirksgrenze zu Spandau zwischen Bahnlinie und Ruhwaldweg.
  - Kolonie ‚Spreegrund‘ (Nord, im Kleingartenentwicklungsplan als 4063) wurde 1919 gegründet und liegt am Spreeufer (Lage), zu dem der Ruhwaldweg durch die Bahnstrecke hindurchführt und ist von der getrennt aufgeführten Anlage ‚Spreegrund Süd‘ durch letztere getrennt. Die Adressen sind Ruhwaldweg 8, 10 und 12. Die 82 Parzellen liegen auf einer Kleingartenfläche von 29.853 m² Landeseigentum, wobei 491 m² Bahngelände sind. Durch die Darstellung im FNP ist sie dauerhaft gesichert.[148]
  - Die Kolonie ‚Spreegrund Süd‘ (4064) ist die südlich der Bahnstrecke liegende eigenständig geführte Anlage (Ruhwaldweg 9, Lage) des 1919 gegründeten Kleingärtnervereins. Sie grenzt östlich an das Sportgelände. Die 25 Parzellen liegen auf 12.765 m² Landesland und sind auch durch den Bebauungsplan VII-131 dauerhaft gesichert.[148]
  - Kolonie ‚Wasserturm e. V.‘ (4074) ist die nach dem Wasserturm am Spandauer Damm benannte und 1929 gegründete Gartenanlage. Am Spandauer Damm 168 (Lage, 6806) liegen 87 Parzellen auf 23.238 m², diese sind durch die Darstellung im Flächennutzungsplan und den Bebauungsplan VII-131 GB mit Status Vb als dauerhaft gesichert[148] im Kleingartenentwicklungsplan des Senats ausgewiesen. Die Anlage liegt am Kolonieweg als schmaler Streifen vom Spandauer Damm zur KGA ‚Spreegrund Süd‘ zwischen ‚Gesundheitspflege‘ und ‚Sonntagsfrieden‘.
  - Kolonie ‚Westend 1905 e. V.‘ (4076) wurde 1905 auf einem Geländestreifen westlicher der Anlage Braunsfelde gegründet, im Westen grenzt die Anlage ‚Golfplatz‘. Am Spandauer Damm 174/176 befinden sich 152 Parzellen auf 58.810 m² Landeseigentum, wobei 13 von Dauerbewohnern genutzt werden (Lage,6822). Durch die Darstellung im Flächennutzungsplan und den Bebauungsplan ‚VII-131 GB‘ ist die Kleingartenanlage dauerhaft gesichert.[148]
  - Die Kolonie ‚Wochenend‘ (4079) liegt zwischen ‚Spandauer Berg‘ und ‚Spandauer Bock‘ vom Spandauer Damm 228 zum Ruhwaldweg (Lage). Sie wurde 1927 gegründet und hat heute 148 Parzellen auf 49.994 m² Landesland, wovon noch acht Dauerbewohner sind. Organisatorisch bestanden die beiden Abteilungen I (6864), erweitert als Wochenende II (5975 des Straßenverzeichnisses), die Kolonie ist durch die Darstellung im Flächennutzungsplan als Grünfläche/Kleingartenanlage dauerhaft gesichert.[148]
  - Die Kolonie ‚Ruhwald e. V‘. (4055) wurde 1913 gegründet und die Flächen befinden sich teilweise im Besitz der Post. Der Kleingartenverein Ruhwald e. V. besteht derzeit aus 214 Kleingärten mit großem Vereinshaus und Freigelände sowie kleineren Plätzen und Wegen. Die gesamte Gartenkolonie liegt auf den Grundstücken Spreetalallee 4–12 (gerade) sowie 5, und Ruhwaldweg 13 und 15 (Nordseite des Wegs) sowie an der Südseite 14–20 (gerade). (Lage, 9141) Die Gartenkolonie ist im „Spreetal“ (vormaliger Zufluss zur Spree) gelegen und schließt sich mit 81.000 m² direkt östlich an den Ruhwald-Park (Westseite), an der Ostseite liegt die KGA Golfplatz, mit dem Grundstück Ruhwaldweg 9, 11 die KGA Spreegrund Süd und nördlich vom Ruhwaldweg schließt sich mit Grundstück 22 die KGA ‚Fürstenbrunn‘ an. Durchzogen wird der Verein von der Spreetalallee mit alten Kastanienbäume und dem Ruhwaldweg durchzogen, im Süden liegt der Spandauer Damm und im Norden in Bahnnähe das ein Teil der Kolonie auf dem Gelände des „alten Robertparks“. Das Ruhwaldgelände liegt am Hang des Urstromtals durch Ruhleben zur Spree. Folge sind Höhenunterschiede innerhalb der Kolonie mit Sichtachsen auf verschiedenen Ebenen. Die Geländehöhe am Spandauer Damm beträgt 58,2 m ü. NN und am Ruhwaldweg 41 m ü. NN, der Nordteil zwischen Ruhwaldweg und Bahnstrecke ist flacher. Die Koloniewege gehören zum offiziellen Wanderwegenetz des Ruhwaldgeländes, das das Charlottenburger Spreeufer mit der „Ruhlebener Moränenlandschaft“ verbindet. Die Gärten im Verein haben verschiedenen Eigentümerverhältnisse, die dennoch nach Irritationen Anfang der 1970er Jahre und Mitte der 1980er Jahre zu gesicherten Kleingärten führten. 2007 stand ein Teil des Koloniegeländes als Bauland an Investoren zum Verkauf, konnte aber gemeinsam von einer Gruppe von Kleingärtnern unseres und des Nachbarvereins ‚Braunsfelde‘ (Miteigentümergemeinschaft) erworben und als Kleingartengelände erhalten werden. Unter ‚Ruhwald I‘ (Spandauer Damm 186) liegen somit 63 Parzellen mit drei Dauernutzern auf 37.340 Gelände der Eigentümergemeinschaft, die durch die Darstellung im FNP und B-Plan VII-131 GB hochgesichert sind.[150] Weitere 8.770 m² dieser Abteilung mit der gleichen Ausweisung sind in Landeseigentum und werden von 55 Pächtern der Parzellen genützt.[148] Die im Kleingartenentwicklungsplan als 4054 geführte Abteilung ‚Ruhwald II‘ am Ruhwaldweg 9, 11 und 14/16 (auch als ‚Ruhwald B‘, Lage) liegt mit 91 (93) Parzellen auf 35.393 m² Landesland und ebenfalls durch die Pläne dauerhaft gesichert.[148]
- Region ‚Eichkamp‘
Diese Region liegt im Süden des Ortsteils und gehört zur Siedlung Eichkamp, südwestlich vom Messegelände und ist von Sportflächen umgeben. Hier liegen drei KGA des Bezirksverbandes Charlottenburg.
  - Kolonie ‚Waldschulallee‘ (4072), diese Anlage mit der Adresse Harbigstraße 35 (Straßennummer der Anlage 6262,Lage) besitzt entlang der Harbigstraße 34 Parzellen auf 11.232 m², die im Flächennutzungsplan als Grünfläche (Sport) ausgewiesen sind und sind als dauerhaft gesichert geführt.[148]
  - Kolonie ‚Waldschule-Eichkamp‘ (4073) wurde 1946 an der Harbigstraße 36/38 angelegt. Auf dem Gelände einer alten Baumschule befinden sich 97 Parzellen auf einer Fläche von 36.488 m² Landeseigentum, die im Flächennutzungsplan als Grünland (Sport) dargestellt sind und gelten so nur als zeitlich (mit Schutzfrist bis 2020) gesichert mit dem Status IIIa (Sport).[152] Die Anlage ist im Straßenverzeichnis als 6263 aufgenommen (Lage).
  - Kolonie ‚Buchenweg‘ (4009) wurde 1947 gegründet und liegt am Maikäferpfad 32/34. Die 53 Parzellen sind auf 15.546 m² Landeseigentum angelegt und im Flächennutzungsplan zwar als Grünfläche, aber in der Kategorie als Sportfläche eingetragen. Als Reservefläche für die umliegenden Sporteinrichtungen besteht die Schutzfrist[152] bis 2020. Die Kleingartenanlage (Lage) liegt am Maikäferpfad und grenzt an die Schule für Sprachbehinderte und Gehörlose, an die Sportplätze am Mommsenstadion (Wally-Wittmann-Sportanlage), das Gelände des VFK 1901 und über die Straße liegt die Hans-Rosenthal-Sportanlage. Die Kleingartenanlage ist im Berliner Straßenverzeichnis als 6260 aufgenommen.
- Region ‚Schleuse‘
Den Namen gab dieser Verbandsregion die Schleuse Charlottenburg, wobei die zugeordneten KGA spreeabwärts am Spreeufer liegen, einschließlich der KGA ‚Schleusenland II‘ im Nachbarortsteil. Südlich begrenzt durch die Hamburger Bahnstrecke verläuft am Spreeufer der Grüne Hauptweg 1 (Spreeweg / Berliner Urstromtal) und der Europawanderweg. Die Kleingartenanlagen (KGA) liegen am Nordrand vom Teltow auf vormaligen Feuchtwiesen.[142]
  - Die Kolonie ‚Schleusenland‘ wurde 1915 gegründet. Die im Kleingartenentwicklungsplan als 4057b geführte KGA ‚Schleusenland I‘ (Lage) liegt im Ortsteil mit 15 Parzellen auf 5.986 m² Privatgelände, während ‚Schleusenland II‘ zu Charlottenburg gehört. Die Kolonie (Fürstenbrunner Weg 92–96) liegt westlich und unter der Rudolf-Wissell-Brücke mit der A 100, diese Lage ist IV b hoch gesichert, da sie im Flächennutzungsplan als Kleingartenfläche dargestellt ist.[150]
  - Kolonie ‚Spreewiesen‘ (4065) Die 1960 am Fürstenbrunner Weg 92–94 gegründete Kleingartenanlage (Lage, 6728) liegt mit 54 Parzellen auf 18.690 m² landeseigenem Pachtland. Durch die Darstellung im Flächennutzungsplan und im Bebauungsplan VII-104 Verkehr sind diese Kleingärten dauerhaft gesichert.[148] Die KGA liegt an und unter der stillgelegten und teilweise abgebauten S-Bahnstrecke nach Gartenstadt und Siemens-Wernerwerk, an der Spree zwischen ‚Schleusenland I‘ und ‚Tiefer Grund II‘.
  - Kolonie ‚Tiefer Grund I‘ (4067) wurde 1908 gegründet. Die Anlage liegt im Bahnbogen von der Ringbahn zur Hamburger Bahn und grenzt an den Fürstenbrunner Weg 74/80 und die südlich liegende Stadtgärtnerei (6762, Lage). Durch Eintrag in den Flächennutzungsplan ist es eine dauerhaft gesicherte KGA.[148] Auf dem Grundstück teilen sich 56 Parzellen in 22.960 m² landeseigenes Pachtland.
  - Die Kolonie ‚Tiefer Grund II‘ (4068) wurde 1930 zwischen Hamburger Bahn und Spree am Quellenweg (Quelle Fürstenbrunn) gegründet. In den 48 dauerhaft gesicherten[148] Parzellen leben noch zwei Dauerbewohner auf 17.299 m² Landesland. Die Adresse ist Fürstenbrunner Weg 82/96 (Anlagennummer im Straßenverzeichnis 6763, Lage).
- Bahnlandwirtschaften.[153] Am 1. April 1918 wurde im Rahmen des Eisenbahn-Kleinwirtevereins, Bezirk Berlin, die „Ortsstelle Berlin Westend“, gegründet. Der Verein bestand zunächst aus der Gruppe Gleisdreieck (später Westkreuz) mit 20 Parzellen und der Gruppe Lerschpfad (am alten Luisenfriedhof II) mit 13 Parzellen. Später kamen dann die anderen Gruppen hinzu.[154] – Der Unterbezirk Moabit wurde aufgelöst und zwei Anlagen gehören zu Charlottenburg.
  - BLW – Unterbezirk Moabit ‚Gruppe Fürstenbrunn‘ liegt am Fürstenbrunner Weg 93 (Lage) mit fünf Parzellen auf 2.546 m² neben der BLW ‚Ablaufberg‘ (Entwicklungsplan als 4221, Straßenschlüssel 5886).
  - BLW – Unterbezirk Moabit ‚Gruppe Moabit-Spree‘ (4220) liegt mit 26 Parzellen auf 7.268 m² Bahngelände am Wiesendamm 16 (Straßennummer 9530, Lage)
  - BLW – Unterbezirk Westend ‚Gruppe Ablaufberg‘ (4223) besitzt die Adresse Fürstenbrunner Weg und liegt westlich der Rudolf-Wissell-Brücke im Ortsteil (Straßennummer 6102). Die 51 Parzellen (Lage) auf 18.490 m² haben sich mit der Bahnlandwirtschaft ‚Schlackenloch‘ in Charlottenburg entwickelt.
  - BLW Unterbezirk Charlottenburg ‚Gruppe Gda Grunewald‘ (4206 im Kleingartenentwicklungsplan, 9504 als Anlage im Straßenverzeichnis) liegt zwischen AVUS und der Gleisanlage im Ortsteil (KGA ‚An der AVUS‘) mit der Adresse Eichkampstraße 153a/155 erstrecken sich diese 41 Parzellen auf 18.570 m² an der Ortsteilgrenze zu Grunewald. (Lage).
  - BLW Unterbezirk Charlottenburg ‚Gruppe Heilsberger Allee‘ (4201) hat eine Fläche von 5.175 m² mit 14 Parzellen (Lage) Im Straßenverzeichnis unter 9500 besitzt die Anlage die Adresse Heilsberger Allee 32/34.
  - BLW Unterbezirk Charlottenburg Gruppe ‚Olympische Brücke-Brückenweg‘ (4216) liegt mit 27 Parzellen auf 7.977 m² neben Westendallee 95a (9508, Lage)
  - BLW Unterbezirk Charlottenburg Gruppe ‚Olympische Brücke-Reichsstraße‘ (4217, Lage 9509) ist eine Anlage mit 27 Parzellen auf 8.564 m² Bahngelände an der Olympischen Brücke neben dem Grundstück Olympische Straße 33.
  - BLW – Unterbezirk Charlottenburg ‚Gruppe Reichssportfeld‘ (4200) liegt entlang der Gleisanlagen an der Flatowallee 26 / Scottweg (Straßennummer 6636). Zur Anlage gehören neun Parzellen auf 3.513 m² Bahngelände (Lage).
  - BLW Unterbezirk Charlottenburg ‚Gruppe Reichsstraße‘ (4202) liegt etwas abseits der namensgebenden Reichsstraße neben der Olympische Straße 32 an den Bahnanlagen (Lage, Straßennummer der Anlage 9501). Die 53 Parzellen sind auf einer Fläche von 18.019 m² angelegt.
  - BLW – Unterbezirk Charlottenburg ‚Gruppe Sensburger Straße‘ (4218) liegt an der Sensburger Allee (Straßennummer 6696, Lage) am Bahngelände vor dem S-Bahnhof Olympia-Stadion. Neun Kleingartenparzellen liegen auf 2.611 m² Bahngelände.
- Die Kleingartenanlage ‚Blumenpflege-Bolivarallee‘ (im Verband unter Sonstiges geführt, Straßennummer: 6295) lag auf den Grundstücken Eichenallee 44 und Ebereschenallee 47 mit 13 Parzellen auf 2.812 m². Die 1947 (in den Nachkriegsjahren) gegründete Anlage lag auf einer Fläche zwischen Wohnhäusern und ist nach Flächennutzungsplan als Wohnbaufläche ausgewiesen. So wurde sie vom Liegenschaftsfonds verkauft und 2012 begann der Abriss der Gartenanlagen.

### Parks und Sportanlagen

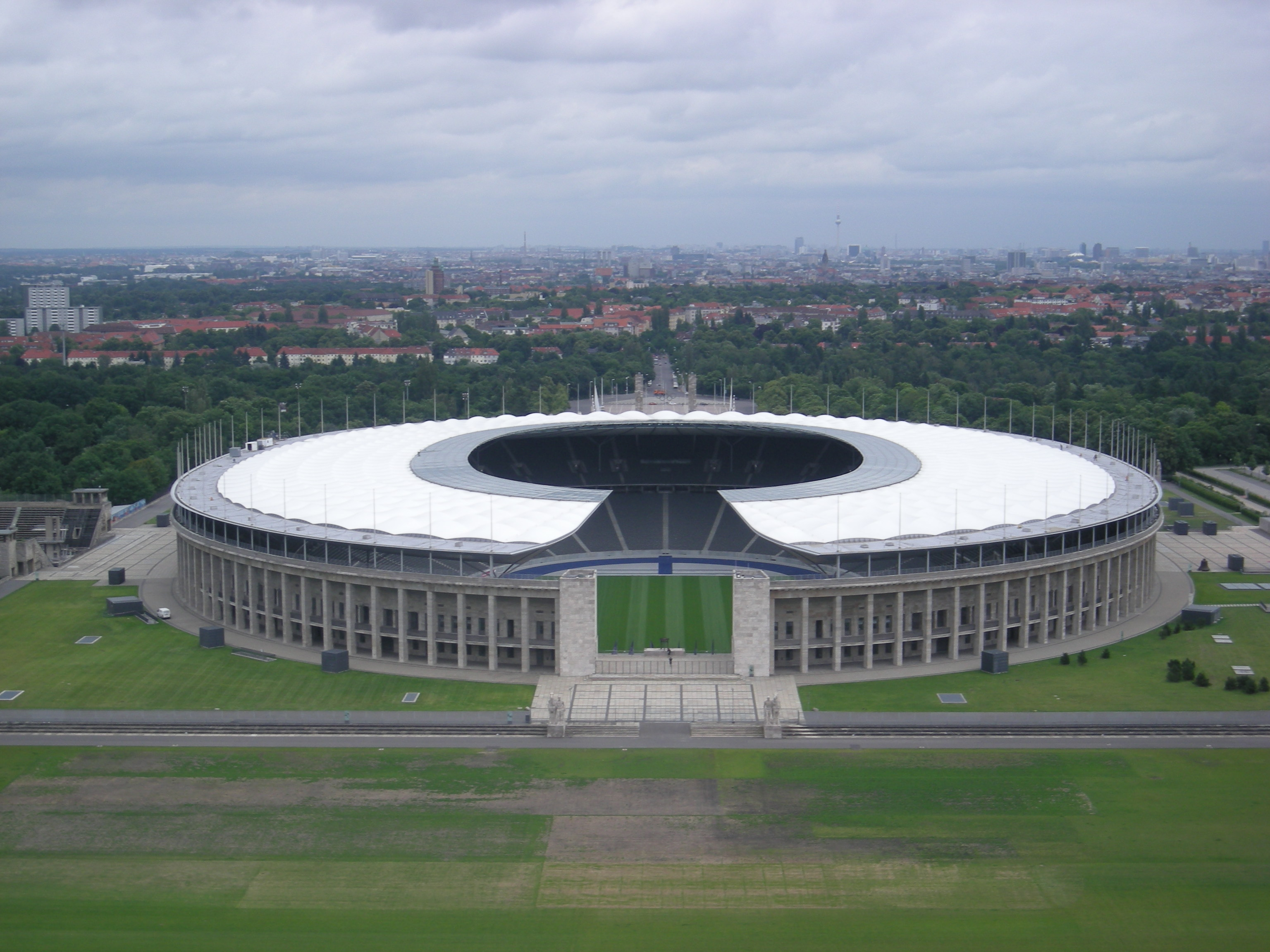
Olympiastadion

- Olympiapark Berlin, bestehend aus Olympiastadion, Sportforum, Olympia-Schwimmstadion, Waldbühne, Maifeld, Glockenturm sowie einem Hockey- und einem Reiterstadion.
- Sportanlagen in Eichkamp
- Mommsenstadion
- Ruhwaldpark

### Sonstige Anlagen
- Messegelände mit Funkturm und Sommergarten
- Internationales Congress Centrum Berlin
- U-Bahn Haupt- und Betriebswerkstatt